# Batalla de Korsun-Cherkasy
La batalla de Korsun-Cherkasy —o batalla de la Bolsa de Korsun-Cherkasy— fue un enfrentamiento bélico producido en el transcurso de la Segunda Guerra Mundial, desencadenado por el Ejército Rojo de la Unión Soviética y librado en Ucrania del 24 de enero al 16 de febrero de 1944, en el contexto de la ofensiva soviética Dniéper-Cárpatos. En la batalla, dos grandes frentes soviéticos comandados, respectivamente, por Nikolái Vatutin e Iván Kónev, rodearon y trataron de aniquilar a dos cuerpos de ejército del Grupo de Ejércitos Sur, comandado por Erich von Manstein, que habían quedado atrás defendiendo la extensa área junto al río Dniéper conocida como el «saliente de Kániv».  
Como resultado de las estrictas órdenes de Adolf Hitler de defender a ultranza cada palmo de terreno, numerosas divisiones del 1.ᵉʳ Ejército Panzer y del 8.º Ejército habían quedado concentradas en una situación avanzada altamente vulnerable. El mariscal Zhúkov, coordinador general del Stavka —el Estado Mayor personal de Iósif Stalin— advirtió la oportunidad y, junto con Vatutin y Kónev, planeó el embolsamiento y posterior destrucción de todas las fuerzas atrapadas. Los planificadores dieron a la ofensiva el nombre de «operación Korsun-Shevchenkivski». 
Siguiendo la primera etapa del plan, el Segundo Frente Ucraniano de Kónev atacó desde el este el día 25 de enero y, un día después, lo hizo desde el oeste el Primer Frente Ucraniano de Vatutin. Sus respectivas puntas de lanza, el 5.º Ejército de Tanques de Pável Rótmistrov y el 6.º Ejército de Tanques de Andréi Kravchenko, avanzaron a toda velocidad en dirección centro hasta encontrarse en el área de Zvenigorodka.   
La segunda etapa consistía en completar el cerco instalando dos frentes paralelos («anillos»): uno interior, orientado hacia las unidades alemanas atrapadas; y otro exterior, defensivo, para repeler los intentos de rescate. La llevaron a cabo los ejércitos de infantería y resultó mucho más complicada, ya que los Estados Mayores del Oberkommando des Heeres (OKH) de Hitler y del Grupo de Ejércitos Sur reaccionaron con rapidez y organizaron una gran operación de contraataque y rescate. El Führer, que seguía obsesionado con recuperar el curso norte del Dniéper, pese a la oposición de los generales sobre el terreno Hans-Valentin Hube y Otto Wöhler, ordenó la operación Wanda, que pretendía nada menos que, además de romper los anillos soviéticos y salvar las fuerzas atrapadas, contracercar a su vez a los propios ejércitos de tanques del Ejército Rojo atacantes y recuperar la capital, Kiev, que había perdido en noviembre del año anterior. Así, por el oeste de la ruptura soviética, el 4 de febrero la agrupación más poderosa de Von Manstein, el III Cuerpo Panzer de Hermann Breith, junto con otras divisiones, perforó en dirección norte; por el lado este, el XLVII Cuerpo Panzer de Nikolaus von Vormann, aunque más debilitado, ya había desencadenado su propia ofensiva el último día de enero. Sin embargo, hacia el 7 de febrero ya era claro que la operación alemana se había estancado. Ante tal evidencia, Von Manstein ordenó a Breith y a Von Vormann que detuvieran el avance en paralelo y reorientaran sus ejes de ataque hacia Korsun mientras se preparaba otra contraofensiva más limitada.  
Cada bando siguió convocando al campo de batalla más unidades, especialmente formaciones acorazadas. Ambos bandos intercambiaban constantemente los papeles de atacante y defensor, y los núcleos urbanos cambiaban de manos con frecuencia. La confusión era casi total y a ella vino a sumarse perturbación climática: ese año de 1944, un deshielo inusitadamente temprano precipitó la temporada del barro, la raspútitsa; este fenómeno meteorológico transformaba las fértiles tierras negras ucranianas en un mar de lodo que volvía intransitables los caminos y condicionaba de forma decisiva los movimientos de hombres y equipos. Durante tres semanas, en las más penosas condiciones, los combatientes protagonizaron algunos de los combates más encarnizados que jamás habían vivido, dentro de una guerra que ya era famosa por «su primitivo nivel de ferocidad y brutalidad».
Cuando ya se hizo evidente que la fuerza de rescate germana tampoco esta vez sería capaz de doblegar la resistencia soviética, Von Manstein, sin consultar a Hitler para no exponerse a una contraorden como en Stalingrado, autorizó al general Wilhelm Stemmermann, nuevo comandante de los dos cuerpos embolsados, a disponer un plan de huida para evacuar a sus hombres por sus propios medios. Así, a las 23:00 horas del día 16 de febrero, los soldados y oficiales de la primera oleada se lanzaron a toda velocidad blandiendo poco más que sus rifles y bayonetas y, tras romper las desprevenidas defensas soviéticas, trataron de escapar por el suroeste. Inmediatamente los siguieron los hombres del segundo y el tercer escalón, y luego el gran contingente, una gran masa humana comprimida en unos pocos kilómetros cuadrados. Después de dramáticos episodios de pánico y caos, el grueso de los alemanes atrapados logró abrirse camino hasta sus camaradas del III Cuerpo Panzer en Lisianka.  
Tras la batalla, ambos bandos reclamaron para sí la victoria. La propaganda nazi declaró triunfante que sus ejércitos habían evitado heroicamente «el Stalingrado del Dniéper» que le habían prometido a Stalin sus generales; por su parte, el Stavka anunció que habían exterminado a las tropas embolsadas. Es cierto que dos tercios de las fuerzas alemanas pudieron escapar; pero quedaron tan destrozadas moral y físicamente que, como formaciones de combate —que además habían dejado atrás todo su equipo y vehículos—, quedaron inservibles para las siguientes batallas. La posición soviética en el Frente Oriental era más fuerte después de la batalla que antes, por lo que Korsun, aunque a un precio muy alto, puede considerarse una victoria soviética.
Los singulares acontecimientos y circunstancias de esta batalla inspiraron diversos trabajos cinematográficos. Asimismo, se acuñaron monedas conmemorativas y se fundó el Museo de Historia de la Batalla de Korsun-Shevchenkivski, con más de tres mil objetos originales.

## Denominación
Los historiadores soviéticos suelen referirse a este conflicto como «batalla de Korsun», o «batalla de Korsun-Shevchenkivski», ya que fue en esta localidad, situada a 120 kilómetros al sureste de Kiev y a 80 km al suroeste de Kániv, donde se situó durante todo el conflicto el centro neurálgico de los dos cuerpos alemanes que el Ejército Rojo pretendía embolsar; dado que fue este el que inició las hostilidades —y que, por ello, debe adoptarse su nomenclatura—, otros autores no soviéticos consideran también más adecuada esta denominación. Del otro lado, la historiografía germana prefiere tradicionalmente asociar el conflicto al nombre de la región en la que se desarrollaron los combates y a su capital homónima, Cherkasy. Esta ciudad, en realidad, quedaba fuera del área cercada (a unos 70 kilómetros al oeste de Korsun), pero constituía el mayor núcleo urbano de la zona y, por ello, un punto de referencia más identificable en los mapas.
Las fuentes discrepan también sobre la denominación militar del área geográfica en conflicto, situada alrededor de Kániv y su cabeza de puente. Cuando Iósif Stalin ordenó iniciar las operaciones, insistió en denominarla saliente, ya que como caudillo del bando que venía recuperando terreno la «protuberancia» que trazaba la línea de contacto entre frentes en esa región del mapa significaba un área expuesta del enemigo, un área que resultaba tentadora para acortar la línea y destruir a sus ocupantes. Hitler, en cambio, se refería a ella como balcón, ya que desde su perspectiva confiaba en poder utilizar sus infraestructuras de comunicaciones como posiciones de avanzadilla, a modo de trampolín, para recuperar Kiev.

## Situación previa

### Contexto político-militar
Los acuerdos alcanzados en la conferencia de Teherán, celebrada a finales de noviembre de 1943 por las tres grandes potencias de los Aliados ante la previsible derrota y el sometimiento del régimen de la Alemania nazi, otorgaron a Stalin carta blanca para expandir su propia área de influencia en Europa, por lo que el supremo líder soviético decidió que sus ejércitos debían avanzar todo lo posible hacia el oeste antes del desembarco anglo-estadounidense en la Normandía francesa (operación Overlord).

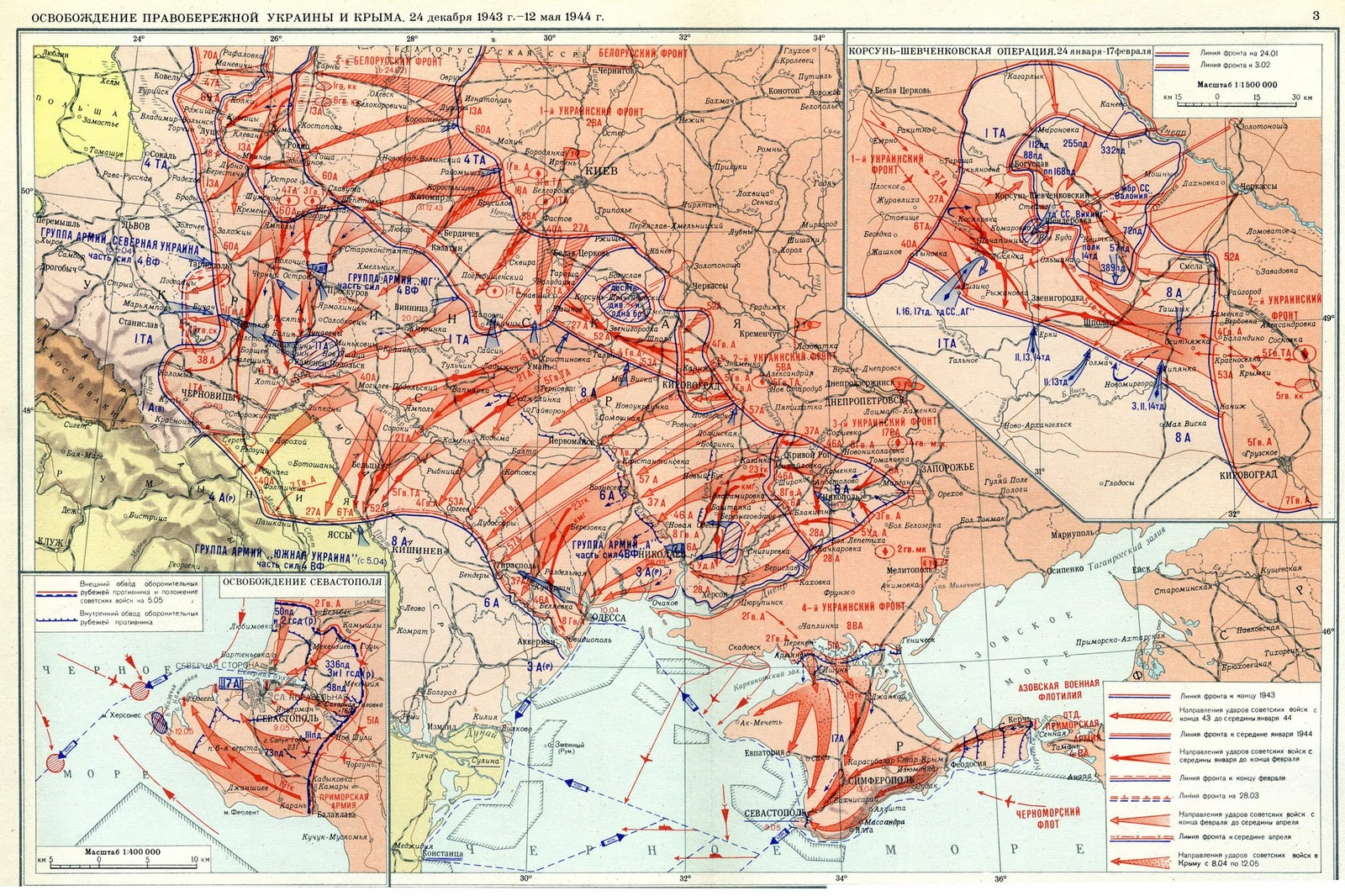
Serie de ofensivas del Ejército Rojo para la liberación definitiva de Ucrania (enero de 1943 - mayo de 1944) tras haber recuperado la margen occidental del río Dniéper. En la zona central superior del mapa, el embolsamiento en Korsun, a 140 kilómetros al sur de Kiev (Киев). En el cuadrante superior derecho, desarrollo de la operación Korsun-Shevchenkivski.

En este ambicioso marco estratégico se inscribieron las gigantescas campañas del Ejército Rojo contra la Wehrmacht luego conocidas como ofensiva del Dniéper-Cárpatos, emprendida en diciembre de 1943, y operación Bagratión iniciada en junio de 1944. Dentro de la secuencia de confrontaciones que integraban la primera de ellas, la liquidación de la bolsa de Korsun-Cherkasy era cronológicamente la tercera. Las dos primeras fueron la ofensiva de Zhitómir-Berdichev (del 24 de diciembre de 1943 al 14 de enero de 1944) y la liberación de Kirovogrado (5-16 de enero de 1944):
- Gracias a la primera de ellas, el Primer Frente Ucraniano avanzó con fuerza por el lugar más sensible del Grupo de Ejércitos Sur, su flanco derecho, hasta una profundidad de 80 a 200 km, y envolvió a las tropas alemanas que seguían manteniendo la orilla derecha del Dniéper en el paso de Kániv; quedaba prefigurado así el saliente de Korsun.[14]
- La otra rama de la pinza soviética se puso en marcha el 5 de enero. Cuatro ejércitos combinados del Segundo Frente Ucraniano habían partido de Kremenchuk y, tras enfrentarse al 8.º Ejército alemán, envolvieron Kirovogrado[n. 3] para girar luego hacia el suroeste en dirección a las vanguardias del Primer Frente.[15]

### Valor estratégico
Conservar la concentración de tropas en la zona de influencia de Korsun representaba para el Oberkommando des Heeres (OKH) alemán la posibilidad de hacer retroceder a los soviéticos desde su cabeza de puente en la margen derecha del río para restablecer un frente defensivo a lo largo de la «línea del Dniéper». Al mismo tiempo, haría imposible que las fuerzas de dos grupos de ejércitos enemigos, el Primer Frente Ucraniano y el Segundo Frente Ucraniano, se unieran en la orilla derecha del río y utilizaran el puerto fluvial y las líneas ferroviarias que conducían a Kániv y Cherkasy. Además, al concentrarse entre ambos frentes, los alemanes planteaban la amenaza permanente de posibles operaciones contra la retaguardia soviética, acciones especialmente dirigidas hacia el norte para reconquistar la capital, Kiev, que había sido liberada por los soviéticos en noviembre de 1943. En cualquier caso, era el último segmento de la línea que permanecía en manos alemanas, y Hitler negó al mariscal Erich von Manstein, comandante del Grupo de Ejércitos Sur, su petición de retirada: para el líder supremo del III Reich, el valor propagandístico de retener posiciones en la zona era más importante que el valor militar de conservar sus ejércitos.
Desde la perspectiva soviética, la liquidación inmediata de la bolsa lograría un doble objetivo: eliminar una amenaza real sobre los flancos interiores de ambos frentes que, además, comprometía seriamente su libertad de movimientos y dejar despejado un gran nuevo frente de ataque (de más de quinientos kilómetros) que podría ser lanzado definitivamente en dirección a los Balcanes. El mariscal Gueorgui Zhúkov empezó a considerar tal operación cuando regresó al cuartel general de Vatutin al final de los combates de Kirovogrado. El 11 de enero comunicó a los otros miembros del Stavka del Alto Mando Supremo (Stavka Verkhovnogo Glavnokomandovaniya) los planes preliminares que tenía en mente para un ataque de cerco. Al día siguiente, Iósif Stalin dio su aprobación y, con este gran objetivo estratégico, el 12 de enero de 1944 firmó la directiva en la que ordenaba a Vatutin y Kónev, bajo la coordinación del propio Zhúkov, planificar y ejecutar la bautizada como operación Korsun-Shevchenkivski.

## Planificación soviética: operación Korsun-Shevchenkivski
Los planificadores soviéticos podían hacerse una imagen mucho más precisa de las intenciones alemanas que la que tenían los alemanes de las soviéticas gracias a, entre otras fuentes, la red de espionaje Lucy. Sin embargo, los datos de su inteligencia sobrestimaron las cifras de hombres y de recursos del enemigo en la región. Su método indirecto de cálculo se basaba en el número de divisiones del oponente y considerar a todas ellas como disponibles «y con todos sus efectivos». Se trataba de un enfoque deliberadamente «conservador», aplicado con la intención de asegurarse una superioridad numérica aplastante sobre el rival. Además, las proyecciones numéricas de los especialistas de información que le llegaron a Kónev partían del dato erróneo de que en la región había diez divisiones (cuatro más de las reales) y una brigada motorizada: en total, 130 000 hombres (el doble de los reales), 1000 piezas de artillería (cuatro veces más) y 100 carros de combate. En todo caso, tanto el propio Kónev como Zhúkov y Vatutin creían que podrían atrapar en aquel óblast ucraniano a unos 100 000 hombres, el grueso del 8.º Ejército del Heer. Un oficial del Stavka vaticinó: «Se está gestando otro Stalingrado», y el propio comandante del Segundo Ejército envió a Stalin un mensaje que concluía: «Esta vez tengo atrapados a los alemanes, y no se me escaparán».
La operación Korsun-Shevchenkivski se planteó como una batalla de cerco, o embolsamiento, precisamente una de las modalidades de ataque favoritas de la Wehrmacht: la Kesselschlacht. Para llevarla a efecto se diseñó un ataque en pinza cuyas puntas, tras una ruptura simultánea y un ataque convergente, deberían encontrarse el algún punto de la región de Shpola: Vatutin, al mando del Primer Frente Ucraniano, golpearía de oeste a este mientras que Kónev, comandante supremo del Segundo Frente Ucraniano, lo haría de este a oeste. Una vez alcanzado el objetivo, quedaría sellado el anillo exterior del cerco, que desde entonces se ocuparía de neutralizar los esfuerzos del Grupo de Ejércitos Sur alemán (Von Manstein) por liberar a los cercados.
Dado que la posición de partida de las unidades de Vatutin, al noroeste, estaba a una distancia de 50 kilómetros del punto de reunión mientras que las de Kónev, al sureste, tenían que recorrer 75 kilómetros, estas tendrían que iniciar la ofensiva un día antes para alcanzar a la vez el objetivo. Había otra razón para no lanzar los ataques el mismo día: inducir al enemigo a movilizar precipitadamente sus exiguas reservas al lugar de la primera embestida para luego lanzar la siguiente. Se determinó que el día 25 de enero cargaría Kónev y un día después lo haría Vatutin.
A medida que avanzaban, las divisiones de fusileros que los seguían debían ir cerrando un anillo interior que se encargaría de derrotar y, finalmente, destruir las unidades embolsadas. Además de las maniobras tácticas, el plan tendría que incorporar también el engaño, la guerra psicológica y la diversión.
Decisiones tácticas
En cumplimiento de las instrucciones recibidas, los comandantes de los frentes planearon el siguiente esquema táctico, diseñado para que sus ejércitos confluyeran simultáneamente en Zvenigorodka:
- Al mando del Segundo Frente Ucraniano, Kónev decidió que lanzaría su ataque principal por los flancos internos de los Ejércitos 4.º de la Guardia[n. 7] y 53.º con catorce divisiones de fusileros del frente de Verbivka y Vasilivka (en un sector de 19 kilómetros), a las que se añadieron ocho brigadas y diecisiete regimientos terrestres más dos batallones de artillería antiaérea. El comienzo de la ofensiva en el eje principal de ataque, que partiría desde el norte de Kirovogrado, más vulnerable, quedó fijado a las 8:30 horas del 25 de enero.[32]

- En el Primer Frente Ucraniano, Vatutin dispuso formar un grupo de choque a cargo de los 40.º y 27.º Ejércitos, que romperían por el sector de Tinivka y por el área de Kosiakivka-Kivshovata, respectivamente. Seguidamente, como segundo escalón, penetrarían el 5.º Cuerpo de Tanques de la Guardia y el 5.º Cuerpo Mecanizado, pertenecientes al 6.º Ejército de Tanques. El objetivo establecido era fracturar la línea que delimitaba el XLVII Cuerpo y el XI Cuerpo de manera que —puesto que estaban adscritos a ejércitos diferentes—, una vez desalojados, seguirían un eje de retirada distinto.[33] El ataque comenzaría el 26 de enero.[26]

## Contendientes
La siguiente tabla recoge las unidades, a nivel de división o equivalente, que afrontaron la contienda según el orden de batalla establecido en cada bando. Se indica también, para cada una de dichas unidades, la organización de rango superior de la que dependían en la escala de mando, con la mención entre paréntesis de su jefe militar.
|                                                                              | UNIDADES EN COMBATE                                      | ADSCRIPCIÓN, COMANDANTE Y EFECTIVOS                                      | ADSCRIPCIÓN, COMANDANTE Y EFECTIVOS                               | ADSCRIPCIÓN, COMANDANTE Y EFECTIVOS      |
| Cuerpo                                                                       | UNIDADES EN COMBATE                                      | Ejército                                                                 | Grupo de ejércitos                                                |                                          |
| ---------------------------------------------------------------------------- | -------------------------------------------------------- | ------------------------------------------------------------------------ | ----------------------------------------------------------------- | ---------------------------------------- |
| Unión Soviética                                                              | 38.ª División de Fusileros                               | 47.º Cuerpo de Fusileros (S. P. Merkúlov)                                | 27.º Ejército (S. G. Trofimenko) [28 350]                         | Primer Frente Ucraniano (N. F. Vatutin)  |
| Unión Soviética                                                              | 136.ª División de Fusileros                              | 47.º Cuerpo de Fusileros (S. P. Merkúlov)                                | 27.º Ejército (S. G. Trofimenko) [28 350]                         | Primer Frente Ucraniano (N. F. Vatutin)  |
| Unión Soviética                                                              | 180.ª División de Fusileros                              | 47.º Cuerpo de Fusileros (S. P. Merkúlov)                                | 27.º Ejército (S. G. Trofimenko) [28 350]                         | Primer Frente Ucraniano (N. F. Vatutin)  |
| Unión Soviética                                                              | 206.ª División de Fusileros                              | —                                                                        | 27.º Ejército (S. G. Trofimenko) [28 350]                         | Primer Frente Ucraniano (N. F. Vatutin)  |
| Unión Soviética                                                              | 309.ª División de Fusileros                              | —                                                                        | 27.º Ejército (S. G. Trofimenko) [28 350]                         | Primer Frente Ucraniano (N. F. Vatutin)  |
| Unión Soviética                                                              | 337.ª División de Fusileros                              | —                                                                        | 27.º Ejército (S. G. Trofimenko) [28 350]                         | Primer Frente Ucraniano (N. F. Vatutin)  |
| Unión Soviética                                                              | 159.ª Región Fortificada                                 | —                                                                        | 27.º Ejército (S. G. Trofimenko) [28 350]                         | Primer Frente Ucraniano (N. F. Vatutin)  |
| Unión Soviética                                                              | 74.ª División de Fusileros                               | 50.º Cuerpo de Fusileros (S. S. Martirosyan)                             | 40.º Ejército (F. F. Zhmachenko) [33 720]                         | Primer Frente Ucraniano (N. F. Vatutin)  |
| Unión Soviética                                                              | 163.ª División de Fusileros                              | 50.º Cuerpo de Fusileros (S. S. Martirosyan)                             | 40.º Ejército (F. F. Zhmachenko) [33 720]                         | Primer Frente Ucraniano (N. F. Vatutin)  |
| Unión Soviética                                                              | 240.ª División de Fusileros                              | 50.º Cuerpo de Fusileros (S. S. Martirosyan)                             | 40.º Ejército (F. F. Zhmachenko) [33 720]                         | Primer Frente Ucraniano (N. F. Vatutin)  |
| Unión Soviética                                                              | 167.ª División de Fusileros                              | 51.er Cuerpo de Fusileros (P. P. Avdeenko)                               | 40.º Ejército (F. F. Zhmachenko) [33 720]                         | Primer Frente Ucraniano (N. F. Vatutin)  |
| Unión Soviética                                                              | 232.ª División de Fusileros                              | 51.er Cuerpo de Fusileros (P. P. Avdeenko)                               | 40.º Ejército (F. F. Zhmachenko) [33 720]                         | Primer Frente Ucraniano (N. F. Vatutin)  |
| Unión Soviética                                                              | 340.ª División de Fusileros                              | 51.er Cuerpo de Fusileros (P. P. Avdeenko)                               | 40.º Ejército (F. F. Zhmachenko) [33 720]                         | Primer Frente Ucraniano (N. F. Vatutin)  |
| Unión Soviética                                                              | Brigada Checoslovaca                                     | —                                                                        | 40.º Ejército (F. F. Zhmachenko) [33 720]                         | Primer Frente Ucraniano (N. F. Vatutin)  |
| Unión Soviética                                                              | —                                                        | 5.º Cuerpo Mecanizado (M. V. Vólkov)                                     | 6.º Ejército de Tanques (A. G. Kravchenko) [24 420]               | Primer Frente Ucraniano (N. F. Vatutin)  |
| Unión Soviética                                                              | —                                                        | 5.º Cuerpo de Tanques de la Guardia (A. G. Kravchenko)                   | 6.º Ejército de Tanques (A. G. Kravchenko) [24 420]               | Primer Frente Ucraniano (N. F. Vatutin)  |
| Unión Soviética                                                              | 42.º División de Fusileros de la Guardia                 | —                                                                        | —                                                                 | Primer Frente Ucraniano (N. F. Vatutin)  |
| Unión Soviética                                                              | 237.ª División de Fusileros                              | —                                                                        | —                                                                 | Primer Frente Ucraniano (N. F. Vatutin)  |
| Unión Soviética                                                              | 389.ª División de Fusileros                              | —                                                                        | —                                                                 | Primer Frente Ucraniano (N. F. Vatutin)  |
| Unión Soviética                                                              | 1.er Cuerpo de Caballería de la Guardia                  | —                                                                        | —                                                                 | Primer Frente Ucraniano (N. F. Vatutin)  |
| Unión Soviética                                                              | 1.ª División de Artillería de la Guardia                 | —                                                                        | —                                                                 | Primer Frente Ucraniano (N. F. Vatutin)  |
| Unión Soviética                                                              | 3.ª División de Lanzacohetes de la Guardia               | —                                                                        | —                                                                 | Primer Frente Ucraniano (N. F. Vatutin)  |
| Unión Soviética                                                              | 5.ª División Aerotransportada de la Guardia              | 20.º Cuerpo de Fusileros de la Guardia (N. I. Biryukov)                  | 4.º Ejército de la Guardia (A. I. Rízhov) [46 000]                | Segundo Frente Ucraniano (I. S. Kónev)   |
| Unión Soviética                                                              | 66.ª División de Fusileros de la Guardia                 | 20.º Cuerpo de Fusileros de la Guardia (N. I. Biryukov)                  | 4.º Ejército de la Guardia (A. I. Rízhov) [46 000]                | Segundo Frente Ucraniano (I. S. Kónev)   |
| Unión Soviética                                                              | 375.ª División de Fusileros                              | 20.º Cuerpo de Fusileros de la Guardia (N. I. Biryukov)                  | 4.º Ejército de la Guardia (A. I. Rízhov) [46 000]                | Segundo Frente Ucraniano (I. S. Kónev)   |
| Unión Soviética                                                              | 69.ª División de Fusileros de la Guardia                 | 21.er Cuerpo de Fusileros de la Guardia (P. I. Fomenko)                  | 4.º Ejército de la Guardia (A. I. Rízhov) [46 000]                | Segundo Frente Ucraniano (I. S. Kónev)   |
| Unión Soviética                                                              | 138.ª División de Fusileros                              | 21.er Cuerpo de Fusileros de la Guardia (P. I. Fomenko)                  | 4.º Ejército de la Guardia (A. I. Rízhov) [46 000]                | Segundo Frente Ucraniano (I. S. Kónev)   |
| Unión Soviética                                                              | 7.ª División Aerotransportada de la Guardia              | 73.er Cuerpo de Fusileros (P. F. Batitskii)                              | 52.º Ejército (K. A. Korotéiev) [15 900]                          | Segundo Frente Ucraniano (I. S. Kónev)   |
| Unión Soviética                                                              | 62.ª División de Fusileros de la Guardia                 | 73.er Cuerpo de Fusileros (P. F. Batitskii)                              | 52.º Ejército (K. A. Korotéiev) [15 900]                          | Segundo Frente Ucraniano (I. S. Kónev)   |
| Unión Soviética                                                              | 254.ª División de Fusileros                              | 78.º Cuerpo de Fusileros (G. A. Latyshev)                                | 52.º Ejército (K. A. Korotéiev) [15 900]                          | Segundo Frente Ucraniano (I. S. Kónev)   |
| Unión Soviética                                                              | 373.ª División de Fusileros                              | 78.º Cuerpo de Fusileros (G. A. Latyshev)                                | 52.º Ejército (K. A. Korotéiev) [15 900]                          | Segundo Frente Ucraniano (I. S. Kónev)   |
| Unión Soviética                                                              | 294.ª División de Fusileros                              | —                                                                        | 52.º Ejército (K. A. Korotéiev) [15 900]                          | Segundo Frente Ucraniano (I. S. Kónev)   |
| Unión Soviética                                                              | 1.ª División Aerotransportada de la Guardia              | 26.º Cuerpo de Fusileros de la Guardia (P. A. Fírsov)                    | 53.er Ejército (I. V. Galanin) [54 000]                           | Segundo Frente Ucraniano (I. S. Kónev)   |
| Unión Soviética                                                              | 25.ª División de Fusileros de la Guardia                 | 26.º Cuerpo de Fusileros de la Guardia (P. A. Fírsov)                    | 53.er Ejército (I. V. Galanin) [54 000]                           | Segundo Frente Ucraniano (I. S. Kónev)   |
| Unión Soviética                                                              | 6.ª División de Fusileros                                | 26.º Cuerpo de Fusileros de la Guardia (P. A. Fírsov)                    | 53.er Ejército (I. V. Galanin) [54 000]                           | Segundo Frente Ucraniano (I. S. Kónev)   |
| Unión Soviética                                                              | 138.º División de Fusileros                              | 75.º Cuerpo de Fusileros (S. A. Kozak / A. Z. Akimenko / M. I. Manokhin) | 53.er Ejército (I. V. Galanin) [54 000]                           | Segundo Frente Ucraniano (I. S. Kónev)   |
| Unión Soviética                                                              | 213.ª División de Fusileros                              | 75.º Cuerpo de Fusileros (S. A. Kozak / A. Z. Akimenko / M. I. Manokhin) | 53.er Ejército (I. V. Galanin) [54 000]                           | Segundo Frente Ucraniano (I. S. Kónev)   |
| Unión Soviética                                                              | 233.ª División de Fusileros                              | 75.º Cuerpo de Fusileros (S. A. Kozak / A. Z. Akimenko / M. I. Manokhin) | 53.er Ejército (I. V. Galanin) [54 000]                           | Segundo Frente Ucraniano (I. S. Kónev)   |
| Unión Soviética                                                              | 14.ª División de Fusileros de la Guardia                 | 48.º Cuerpo de Fusileros (Z. Z. Pogoznyi)                                | 53.er Ejército (I. V. Galanin) [54 000]                           | Segundo Frente Ucraniano (I. S. Kónev)   |
| Unión Soviética                                                              | 66.ª División de Fusileros de la Guardia                 | 48.º Cuerpo de Fusileros (Z. Z. Pogoznyi)                                | 53.er Ejército (I. V. Galanin) [54 000]                           | Segundo Frente Ucraniano (I. S. Kónev)   |
| Unión Soviética                                                              | 89.ª División de Fusileros de la Guardia                 | 48.º Cuerpo de Fusileros (Z. Z. Pogoznyi)                                | 53.er Ejército (I. V. Galanin) [54 000]                           | Segundo Frente Ucraniano (I. S. Kónev)   |
| Unión Soviética                                                              | 78.ª División de Fusileros de la Guardia                 | —                                                                        | —                                                                 | Segundo Frente Ucraniano (I. S. Kónev)   |
| Unión Soviética                                                              | 214.ª División de Fusileros                              | —                                                                        | —                                                                 | Segundo Frente Ucraniano (I. S. Kónev)   |
| Unión Soviética                                                              | —                                                        | 18. º Cuerpo de Tanques (K. G. Trufánov)                                 | 5.º Ejército de Tanques de la Guardia (P. A. Rótmistrov) [22 300] | Segundo Frente Ucraniano (I. S. Kónev)   |
| Unión Soviética                                                              | —                                                        | 29.º Cuerpo de Tanques (I. F. Kirichenko)                                | 5.º Ejército de Tanques de la Guardia (P. A. Rótmistrov) [22 300] | Segundo Frente Ucraniano (I. S. Kónev)   |
| Unión Soviética                                                              | —                                                        | 20.º Cuerpo de Tanques (I. G. Lázarev)                                   | 5.º Ejército de Tanques de la Guardia (P. A. Rótmistrov) [22 300] | Segundo Frente Ucraniano (I. S. Kónev)   |
| Unión Soviética                                                              | —                                                        | 5.º Cuerpo de Caballería de la Guardia (A. G. Selivánov)                 | —                                                                 | Segundo Frente Ucraniano (I. S. Kónev)   |
| Alemania nazi                                                                | 5.ª División Panzer SS Wiking (H. Gille) *               | XI Cuerpo (W. Stemmermann) [35 000]                                      | 8.º Ejército (O. Wöhler) [28 350]                                 | Grupo de Ejércitos Sur (E. von Manstein) |
| Alemania nazi                                                                | 5.ª Brigada de Asalto Wallonien (F. Lippert) *           | XI Cuerpo (W. Stemmermann) [35 000]                                      | 8.º Ejército (O. Wöhler) [28 350]                                 | Grupo de Ejércitos Sur (E. von Manstein) |
| Alemania nazi                                                                | 57.ª División de Infantería (A. Trowitz) *               | XI Cuerpo (W. Stemmermann) [35 000]                                      | 8.º Ejército (O. Wöhler) [28 350]                                 | Grupo de Ejércitos Sur (E. von Manstein) |
| Alemania nazi                                                                | 72.ª División de Infantería (H. Hohn) *                  | XI Cuerpo (W. Stemmermann) [35 000]                                      | 8.º Ejército (O. Wöhler) [28 350]                                 | Grupo de Ejércitos Sur (E. von Manstein) |
| Alemania nazi                                                                | 389.ª División de Infantería (K. Kruse) *                | XI Cuerpo (W. Stemmermann) [35 000]                                      | 8.º Ejército (O. Wöhler) [28 350]                                 | Grupo de Ejércitos Sur (E. von Manstein) |
| Alemania nazi                                                                | 3.ª División Panzer (F. Bayerlein) **                    | XLVII Cuerpo (N. von Vormann) [35 000]                                   | 8.º Ejército (O. Wöhler) [28 350]                                 | Grupo de Ejércitos Sur (E. von Manstein) |
| Alemania nazi                                                                | 11.ª División Panzer (W. von Wietersheim) **             | XLVII Cuerpo (N. von Vormann) [35 000]                                   | 8.º Ejército (O. Wöhler) [28 350]                                 | Grupo de Ejércitos Sur (E. von Manstein) |
| Alemania nazi                                                                | 13.ª División Panzer (H. Mikosch) **                     | XLVII Cuerpo (N. von Vormann) [35 000]                                   | 8.º Ejército (O. Wöhler) [28 350]                                 | Grupo de Ejércitos Sur (E. von Manstein) |
| Alemania nazi                                                                | 14.ª División Panzer (M. Unrein) **                      | XLVII Cuerpo (N. von Vormann) [35 000]                                   | 8.º Ejército (O. Wöhler) [28 350]                                 | Grupo de Ejércitos Sur (E. von Manstein) |
| Alemania nazi                                                                | Destacamento de Cuerpo B (H.-J. Fouquet) *               | XLII Cuerpo (T. Lieb) *** [30 000]                                       | 1.ᵉʳ Ejército Panzer (H.-V. Hube)                                 | Grupo de Ejércitos Sur (E. von Manstein) |
| Alemania nazi                                                                | 88.ª División de Infantería (G. von Rittberg) *          | XLII Cuerpo (T. Lieb) *** [30 000]                                       | 1.ᵉʳ Ejército Panzer (H.-V. Hube)                                 | Grupo de Ejércitos Sur (E. von Manstein) |
| Alemania nazi                                                                | 168.ª (⅓) División de Infantería *                       | XLII Cuerpo (T. Lieb) *** [30 000]                                       | 1.ᵉʳ Ejército Panzer (H.-V. Hube)                                 | Grupo de Ejércitos Sur (E. von Manstein) |
| Alemania nazi                                                                | 1.ª División Panzer (R. Koll) *                          | XLII Cuerpo (T. Lieb) *** [30 000]                                       | 1.ᵉʳ Ejército Panzer (H.-V. Hube)                                 | Grupo de Ejércitos Sur (E. von Manstein) |
| Alemania nazi                                                                | 16.ª División Panzer (H.-U. Back) **                     | III Cuerpo Panzer (H. Breith)                                            | 1.ᵉʳ Ejército Panzer (H.-V. Hube)                                 | Grupo de Ejércitos Sur (E. von Manstein) |
| Alemania nazi                                                                | 17.ª División Panzer (K.-F. von der Meden) **            | III Cuerpo Panzer (H. Breith)                                            | 1.ᵉʳ Ejército Panzer (H.-V. Hube)                                 | Grupo de Ejércitos Sur (E. von Manstein) |
| Alemania nazi                                                                | 1.ª División Leibstandarte SS Adolf Hitler (T. Wisch) ** | III Cuerpo Panzer (H. Breith)                                            | 1.ᵉʳ Ejército Panzer (H.-V. Hube)                                 | Grupo de Ejércitos Sur (E. von Manstein) |
| Alemania nazi                                                                | 198.ª División de Infantería (H.-J. von Horn) **         | III Cuerpo Panzer (H. Breith)                                            | 1.ᵉʳ Ejército Panzer (H.-V. Hube)                                 | Grupo de Ejércitos Sur (E. von Manstein) |
| Alemania nazi                                                                | Regimiento Panzer Reforzado Bäke (F. Bäke) **            | III Cuerpo Panzer (H. Breith)                                            | 1.ᵉʳ Ejército Panzer (H.-V. Hube)                                 | Grupo de Ejércitos Sur (E. von Manstein) |
| Alemania nazi                                                                | 34.ª División de Infantería (F. Höchbaum)                | VII Cuerpo (E.-E. Hell) [25 000]                                         | 1.ᵉʳ Ejército Panzer (H.-V. Hube)                                 | Grupo de Ejércitos Sur (E. von Manstein) |
| Alemania nazi                                                                | 75.ª División de Infantería (H. Beukemann)               | VII Cuerpo (E.-E. Hell) [25 000]                                         | 1.ᵉʳ Ejército Panzer (H.-V. Hube)                                 | Grupo de Ejércitos Sur (E. von Manstein) |
| Alemania nazi                                                                | 198.ª División de Infantería (H.-J. von Horn)            | VII Cuerpo (E.-E. Hell) [25 000]                                         | 1.ᵉʳ Ejército Panzer (H.-V. Hube)                                 | Grupo de Ejércitos Sur (E. von Manstein) |
| * Fuerzas que quedarían embolsadas. ** Fuerzas de rescate. *** En funciones. |                                                          |                                                                          |                                                                   |                                          |

En cuanto a fuerza humana de combate, el Ejército Rojo llegó a reunir en el área de la bolsa 245 000 hombres y la Wehrmacht 130 000. En otros apartados, la superioridad soviética era aún mayor: en aviación táctica, de 4:1; en vehículos blindados, de 5:1; y en artillería, de 7:1.

### Ejército Rojo

#### Primer Frente Ucraniano
El Primer Frente Ucraniano de Vatutin, al oeste, se diseminaba por un sector muy amplio a lo largo de un eje este-oeste que discurría desde el río Dniéper hasta la ciudad de Shepetivka, donde algunas de sus unidades seguían combatiendo contra el 4.º Ejército Panzer del general de tropas acorazadas Erhard Raus (operación Watutin). Para llevar a cabo su parte de la operación, Vatutin solo podría comprometer a tres de sus ejércitos: el 27.º, el 40.º y el recién creado 6.º Ejército de Tanques. Los dos primeros habían estado en el terreno desde el cese del avance durante la segunda semana de enero y ya estaban familiarizados con sus sectores, así como con las unidades alemanas situadas frente a ellos.
- El 27.º Ejército, bajo el mando del teniente general Serguéi Trofimenko era el situado más a la izquierda del frente, con su flanco oriental junto al Dniéper cerca de Kániv. La 206.ª División de Fusileros se enfrentaba al Destacamento de Cuerpo B germano. Las dos regiones fortificadas se enfrentaban a cierta parte de esta fuerza, así como a la mayor parte del sector ocupado por la 88.ª División de Infantería. Sus 337.ª y 180.ª Divisiones de Fusileros, ambas designadas como elementos de ruptura, estaban dispuestas contra los flancos interiores, donde la 88.ª y la 198.ª compartían límites tácticos. Además de estas fuerzas, Trofimenko también contaba con tres regimientos de morteros pesados, tres regimientos de artillería y un regimiento de antitanques pesados, además de los ingenieros, personal de suministro y transporte asignados. En total contaba con una dotación total de 28 348 hombres, apenas una unidad del tamaño de un cuerpo de ejército para los estándares alemanes.[37] Dado su papel principalmente estático, no se le habían asignado tanques. El día 12 de febrero pasó a depender de Kónev para la segunda fase de la operación.[38]

- El 40.º Ejército, dirigido por el teniente general Filip Zhmachenko, a la derecha de Trofimenko, constaba de tres cuerpos de ejército, con un total de nueve divisiones de fusileros y una división aerotransportada. Aportaba 33 726 soldados y oficiales, aún muy por debajo de los efectivos teóricos; para preparar el asalto blindado posterior, fue reforzado con regimientos adicionales de artillería, de morteros y de antitanques pesados. El grueso de estas fuerzas se lanzaría contra una sola división de infantería alemana, la 198.ª, por lo que el éxito parecía asegurado.[39]

- El recién creado 6.º Ejército de Tanques, al mando del general Andréi Kravchenko, estaba formado por dos cuerpos, el 5.º Cuerpo Mecanizado y el 5.º Cuerpo de Tanques de la Guardia, dotados de formaciones de armas combinadas. El primero de ellos, el más completo, disponía de tres brigadas mecanizadas y de la 233.ª Brigada de Tanques, que incluía carros estadounidenses M4 Sherman;[39] en total alineaba 106 tanques y 46 piezas de artillería autopropulsada (AP).[40] El segundo estaba compuesto por tres regimientos de tanques, que aportaban 54 carros, T-34 en su mayoría, y solo cuatro piezas AP.[40] Para compensar la escasez de infantería, Vatutin le había traspasado el 47.º Cuerpo de Fusileros, antes a las órdenes de Trofimenko. Sin embargo, Kravchenko no había tenido tiempo de formar un Estado Mayor adecuado, así que utilizó el personal y los medios de comunicación del 5.º Cuerpo de Tanques de la Guardia.[39]

Además de los elementos de combate mencionados, para esta pinza oeste se habían dispuesto ocho brigadas o batallones adicionales de artillería y de morteros, y un regimiento de artillería autopropulsada equipado con cañones de asalto SU-76. En total, Vatutin movilizaría casi 90 000 hombres, 210 tanques o cañones de asalto y cientos de piezas de artillería y morteros pesados de su propio Frente.

#### Segundo Frente Ucraniano
Al este, el Segundo Frente Ucraniano del general Kónev ocupaba posiciones desde la ciudad de Cherkasy, en el noroeste, hasta Kirovogrado, en el sureste. Su Frente era el más fuerte en la región y coordinaba algunas de las agrupaciones más experimentadas del Ejército Rojo: los ejércitos 52.º, 4.º de la Guardia, el 53.er y el 5.º de Tanques de la Guardia, además del 5.º Cuerpo de Caballería Cosaca de la Guardia.
- Dispuesto al norte de la cara oriental del saliente, se encontraba el 52.º Ejército, al mando del teniente general Konstantín Korotéiev. Sus cuerpos de fusileros se enfrentaban al grueso de las 57.ª y 72.ª divisiones de infantería de Stemmermann. Contaba además con un regimiento de artillería independiente, dos regimientos de morteros pesados, varios regimientos antitanque y una división antiaérea. Sin embargo, este ejército estaba debilitado: disponía de 15 886 efectivos en total y carecía de fuerzas blindadas; aun así, desempeñaría un importante papel de apoyo en misiones de hostigamiento, inmovilización o persecución de fuerzas alemanas en retirada.[42]

- A la izquierda (sur en el mapa) del 52.º Ejército se situaba el 4.º Ejército de la Guardia del mayor general Alexander Ryzhov, que desempeñaría un papel clave, ya que por regla general los ejércitos de guardias contaban con más hombres, artillería y tanques, demostraban una moral más alta y venían muy fogueados de anteriores campañas. Para llevar a cabo su misión de ruptura inicial, este ejército había sido muy reforzado: reunía un total de 45 653 hombres y una densa artillería de apoyo.[42]

- Al sur del 4.º Ejército de la Guardia se encontraba la otra formación de ruptura, el 53.er Ejército, al mando del teniente general Iván Galanin. Al igual que su vecino del norte, este ejército también había sido reforzado hasta alcanzar una fuerza de 51 043 hombres, la más numerosa de las que iban a participar en la batalla. Contaba con tres cuerpos y toda una división de artillería. Al norte se situaba el 26.º Cuerpo de Fusileros, con tres divisiones, todas ellas dirigidas hacia el flanco sur de la desventurada 389.ª División alemana.[42] Si ya de por sí el número de baterías de artillería desplegadas contra los alemanes era abrumador, al ejército de Galanin se sumaron otros dos regimientos de artillería, una brigada de artillería, una división antiaérea y un regimiento de morteros pesados. También tenía un regimiento de tanques, el 189.º, con veintiuna unidades. Se esperaba que liquidara rápidamente a los alemanes que hubieran sobrevivido a la descarga inicial de artillería.[43]

- Al sur se situó el 5.º Ejército de Tanques de la Guardia, del coronel general de blindados Pável Rótmistrov. Era la fuerza elegida para perforar desde el este y en total contaba con 22 301 hombres y 197 tanques y cañones de asalto.[44]

- La última formación era el 5.º Cuerpo de Caballería Cosaca de la Guardia, a las órdenes del mayor general Alekséi Selivánov. Esta formación brindaba una excepcional capacidad de ataque en cualquier terreno, ya que sus tropas iban principalmente a caballo. Conducidas por cosacos de la cuenca del río Don, estas formaciones preferían el cuerpo a cuerpo y abatir al enemigo con sus sables; pero también estaban equipadas con armas modernas. Cada división cosaca tenía tres regimientos de caballería, morteros y unidades antitanque. Contaba con dos regimientos de tanques ligeros —cañones de asalto SU-76 o tanques M4 Sherman—, provenientes del programa de Ley de Préstamo y Arriendo estadounidense, uno de morteros, uno de armas antitanque y uno de cazacarros SU-85. Para esta operación, este cuerpo de cosacos, que disponía de 20 258 hombres, y 76 tanques y cañones de asalto, se situaría detrás del ejército de tanques de Rótmistrov y, desde esa posición, esperaría la señal para explotar la ruptura.[45]

A pesar de las considerables pérdidas sufridas durante la ofensiva anterior, Kónev aún podía aportar a la operación por el lado oriental de la bolsa más de 165 000 hombres y 323 piezas de artillería pesada, tanques y cañones de asalto.

#### Apoyo aéreo

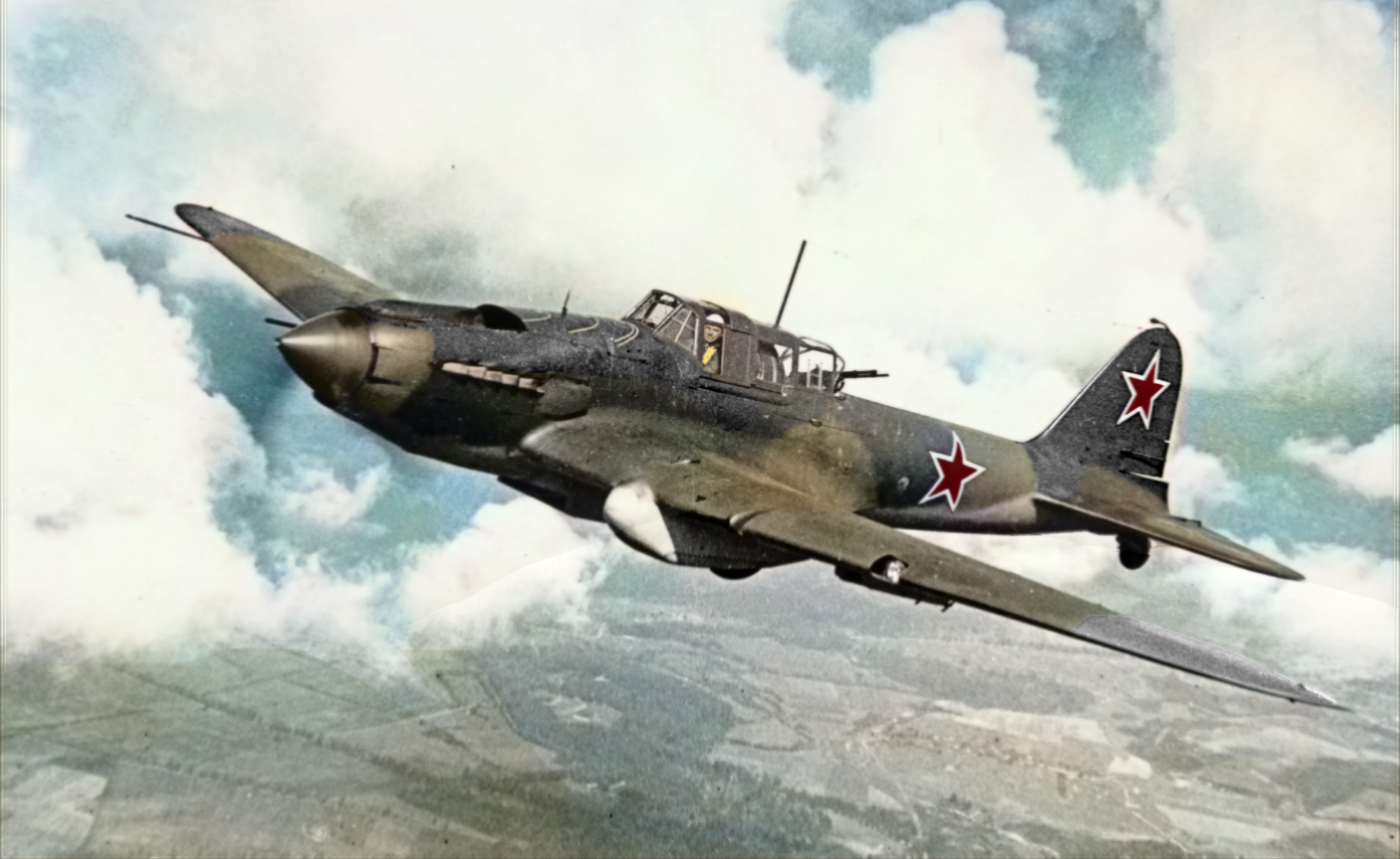
Prototipo del Ilyushin Il-2M3 durante un vuelo de pruebas.

La Fuerza Aérea Soviética estaba todavía escasamente integrada en el concepto operacional; en lugar de atacar en profundidad para contrarrestar las operaciones de rescate alemanas o para destruir su base de mando y control en Uman, se dedicó a bombardear las rutas de suministro; así, aunque en general impuso la supremacía aérea durante gran parte de la confrontación, no resultó determinante en el balance global de la contienda.
El apoyo al Primer Frente fue proporcionado por el Segundo Ejército del Aire, bajo el mando del teniente general de aviación Stepán Krasovski; y, al Segundo Frente, por el Quinto Ejército del Aire, dirigido por Serguéi Goryunov. Los aparatos habían mejorado enormemente con respecto a los obsoletos modelos que habían sido destruidos en su mayor parte en tierra durante las primeras semanas de la operación Barbarroja. Sus aviadores volaban ahora con los últimos modelos, como el caza Yak-9, el bombardero ligero Pe-2 y el temido avión de ataque a tierra Ilyushin Il-2 Stormovik. En total, se aportaron 768 aviones, tres veces más que su adversario.

#### Armamento pesado
En la guerra industrial que libraban ambas potencias, el Ejército Rojo tenía, al igual que la Wehrmacht, problemas para proveer al frente de vehículos medios y pesados, sobre todo remolques, pero la Ley de Préstamo y Arriendo estadounidense paliaría en parte esta situación. Por esta vía llegaban gran número de carros de combate norteamericanos M4 Sherman. Además, en 1944, las plantas de montaje soviéticas producían a gran ritmo su T-34/85, con cañón de 8,5 cm, y empezaron a suministrar las primeras unidades del nuevo modelo, el IS-2, con cañón de 12,2 cm, que se estrenó en esta batalla. La correlación de fuerzas en tanques era de 5:1 a favor de los soviéticos.
Sin embargo, la ventaja de los soviéticos no se reducía a una mera cuestión de números. Un factor decisivo fue, además de la introducción de armas iguales o mejores que las alemanas, la mayor destreza en su uso por parte de tanquistas y comandantes de unidades, ya no solo a nivel táctico sino, también, operacional. Sea como fuere, en esta fase de la guerra los altos generales de Stalin disfrutaban, gracias a sus superiores recursos, del beneficio de la iniciativa, y solían estar en mejores condiciones para elegir el lugar y el momento más oportuno para desencadenar sus acciones.

#### Otros recursos
Además de las fuerzas mencionadas, tanto Vatutin como Kónev podrían contar con otros medios de la reserva del Stavka que les serían asignados en caso necesario, como regimientos de lanzacohetes múltiples Katiusha, brigadas de tanques independientes, regimientos de antitanques autopropulsados, unidades de ingenieros y formaciones antiaéreas. En total, más de 336 000 hombres del Ejército Rojo, según Nash (2002), participarían en la batalla de la Bolsa de Korsun-Cherkasy.

#### Partisanos
Otra fuerza que había que tener en cuenta en el conflicto eran los partisanos. Sus numerosas y variadas unidades se infiltraban en las zonas de retaguardia alemanas. Algunas de ellas, como las que operaban en los pantanos de Irdyn y en el bosque de Cherkasy, estaban bajo el férreo control de sus comisarios, y las que no, compuestas principalmente por nacionalistas ucranianos, atacaban a ambos bandos indistintamente, pero en todo caso su presencia obligaba a los presionados servicios de retaguardia alemanes a mantener un alto estado de alerta.

### Wehrmacht
Tras haber logrado cruzar el río Dniéper desde el este en septiembre de 1943, las fuerzas alemanas del Grupo de Ejércitos Sur se adentraron hacia el oeste para atrincherarse en las fortificaciones de la línea Panther-Wotan, el Ostwall ('muro del Este'). Sin embargo, una elevada concentración de unidades se había quedado atrás defendiendo posiciones junto a la margen occidental del gran río en Kániv. Se trataba de dos cuerpos de ejército, el XI y el XLII, y un destacamento del 8.º Ejército, que habían recibido órdenes tajantes de Hitler de no ceder terreno. El Führer no renunciaba a la idea de utilizar este balcón como punto de apoyo para recuperar Kiev y Kirovogrado, que había perdido a manos del enemigo en las dos operaciones anteriores de la ofensiva del Dniéper-Cárpatos.
Pero donde Hiltler veía una oportunidad, Von Manstein y sus generales Hans-Valentin Hube (1.ᵉʳ Ejército Panzer) y Otto Wöhler (8.º Ejército) no percibían sino una grave amenaza. Se sabían superiores a las formaciones soviéticas en cuanto a flexibilidad táctica, mando y control e iniciativa de sus oficiales, pero no disponían de hombres, tanques, cañones y aviones suficientes para mantener su disperso frente, y mucho menos para intentar recuperar la iniciativa en Ucrania, por lo que reclamaban con insistencia al líder alemán libertad de acción y refuerzos. De hecho, la disposición de sus fuerzas en la zona, con los elementos más avanzados luchando a lo largo del Dniéper y sus largos flancos exteriores insuficientemente reforzados, invitaba al enemigo al cerco.
Ya a mediados de diciembre de 1943, Lieb había solicitado autorización para replegarse detrás del río Ros, lo que habría permitido no solo acortar la longitud del frente, sino beneficiarse de ese obstáculo natural para fortalecer su posición defensiva. La petición fue rechazada, pero ya en diciembre había tomado algunas medidas preventivas para su XLII Cuerpo: se habían dispuesto dos posiciones de retaguardia al norte del río y al este de Bohuslav que iban a resultar muy útiles más adelante en la retirada hacia el sur; además, se evacuaron a la margen sur del río todas las reservas de alimentos de la antigua administración civil alemana, una medida que resultaría de importancia decisiva, ya que estas provisiones pronto se convirtieron en la única fuente de suministro para las fuerzas cercadas.

#### Divisiones atrapadas
Las fuerzas alemanas que estaban más expuestas, y que acabarían siendo cercadas, eran el XI Cuerpo y el XLII Cuerpo, con un total de 65 000 hombres. Ambas formaciones compartían en enero de 1944 la única parte del río Dniéper que aún resistía después de las ofensivas soviéticas de Zhitomir-Berdichev y Kirovogrado, y su capacidad de combate había quedado reducida a la mitad.
Con el avance de la batalla, ambos cuerpos tuvieron que enfrentarse a numerosos problemas para sostener una línea de defensa continua, que llegaría a extenderse más de 200 kilómetros. Los huecos entre unidades adyacentes se cubrían con patrullas a pie durante el día, mientras que las reservas locales, del tamaño de compañías o batallones, a duras penas podían contener los avances y restaurar el frente. Estas dificultades se veían agravadas por la escasez de efectivos y de armamento pesado (especialmente tanques y cañones autopropulsados), vehículos de motor, combustible, municiones y equipo de señales. Por si fuera poco, cada uno de ellos dependía de un cuartel general de ejército diferente, un factor que complicaría inicialmente la coordinación de la defensa.

##### XI Cuerpo de Ejército
El XI Cuerpo de Ejército, comandado por el General de Artillería Wilhelm Stemmermann, era la formación situada más a la izquierda de todo el 8.º Ejército de Otto Wöhler. Su sector se extendía más de cien kilómetros al noroeste a lo largo del Dniéper, lindando por su flanco izquierdo con el XLII Cuerpo en Kániv. Estaba formado por cuatro divisiones: las 57.ª, 72.ª y 389.ª divisiones de infantería, y la 5.ª División Panzer SS Wiking, que a su vez estaba reforzada por la Brigada SS de Asalto SS Wallonien.
- La 57.ª División de Infantería del mayor general Adolf Trowitz ocupaba un sector en la mitad oriental del saliente a varios kilómetros al oeste de la ciudad de Smila. Intercalada entre la 72.ª y la Wiking, su frente estaba orientado al norte. En el momento del cerco, aún contaba con cincuenta piezas de artillería de diverso calibre y ocho cañones antitanque.[56]

- Su vecino de la derecha (al sur en el mapa) era la 72.ª División de Infantería. Su frente en el saliente estaba orientado hacia el este a lo largo del río Sukhoi Tashlyk, que fluía de sur a norte. Su flanco izquierdo enlazaba con la 57.ª en Smila. En el momento del cerco disponía de cuarenta y cinco piezas de artillería de diverso calibre y catorce cañones antitanque. Su comandante era el coronel Hermann Hohn.[57]

- En el flanco derecho del cuerpo, la 389.ª División de Infantería, a cargo del teniente general Kurt Kruse, compartía fronteras con la 3.ª División Panzer del XLVII Cuerpo Panzer a la derecha y con la División de Infantería 72.ª a su izquierda (arriba en el mapa). Se ubicaba precisamente en el fatídico punto de máximo esfuerzo previsto por el Stavka para la penetración por el este. Frente a catorce divisiones soviéticas atacantes, Kruse solo contaba con veintiséis piezas de artillería y doce cañones antitanque.[57]

- La cuarta división del XI Cuerpo era la 5.ª División Panzer SS Wiking. Comandada por el mayor general de las SS Herbert Gille, antes del cerco aún contaba con treinta y seis piezas de artillería, incluidos dieicséis cañones autopropulsados. Con casi 14 000 hombres sobre el terreno, poseía también un batallón con veinticinco tanques Panzer IV equipados con cañones de tanque KwK 40 de 75 mm, una docena de Panzer III en su compañía de entrenamiento y otros seis cañones de asalto. Por todo ello, era la división más fuerte del saliente y la única del cuerpo de Stemmermann con alguna fuerza ofensiva. Sin embargo, en un principio estaba algo desaprovechada, ya que se ocupaba únicamente de defender la parte de la línea junto al río Dniéper, muy lejos del centro del ataque soviético.[58]

- También estaba en el orden de batalla del XI Cuerpo estaba la Brigada Wallonien, conocida oficialmente como 5. SS-Freiwilligen-Sturmbrigade Wallonien y organizada como una brigada motorizada independiente con sus propios elementos de artillería, ingenieros, armas antitanques y defensas antiaéreas. Además, incorporaba temporalmente un batallón de cañones de asalto con diez cañones autopropulsados de 7,5 cm. El comandante de la brigada era el teniente coronel Lucien Lippert y luego, tras la muerte de este en combate, el Standartenführer Léon Degrelle. Con 2000 hombres, la brigada estaba bajo el control operativo de la Wiking y ocupaba un sector de 12 kilómetros de longitud que se extendía desde Moshny, cerca del Dniéper, hasta la ciudad de Staroselye.[58]

A fecha 24 de enero de 1944, el XI Cuerpo tenía asignados unos 35 000 hombres, además de varios miles de auxiliares y hiwis, prisioneros rusos que habían pasado a colaborar con el bando alemán. Stemmermann no tenía reservas, salvo las que pudiera reunir de la Wiking. Su única ventaja era que su adversario no sabía exactamente dónde se encontraba la principal línea de resistencia alemana, por lo que se vería obligado a lanzar previamente un reconocimiento en fuerza.

##### XLII Cuerpo de Ejército
El vecino occidental de Stemmermann era el XLII Cuerpo, la formación más al este del 1.er Ejército Panzer y al que se le había asignado la defensa de la parte norte y oeste del balcón. Dirigido provisionalmente por el general Theobald Lieb, compartía su frontera derecha con el flanco izquierdo de Stemmermann en Kániv, mientras que por su flanco izquierdo enlazaba con el flanco derecho del VII Cuerpo de Ejército del general de infantería Ernst-Eberhard Hell. Estaba constituido por el Destacamento de Cuerpo B y dos divisiones, la 88.ª y lo que quedaba de la 168.ª, ambas ya muy baqueteadas. Apenas disponía de 30 000 hombres y no tenía tanques ni de cañones de asalto.
- En la parte norte, desde Kániv hasta Boguslav, se desplegaba el Destacamento de Cuerpo B de Hans-Joachim Fouquet, utilizado tácticamente como división. Tenía cuarenta y tres piezas de artillería y nueve cañones antitanque, incluido el flamante Panzerabwehrkanone PaK 43, los nuevos cañones antitanque de 8,8 cm.[59]

- A la izquierda del Destacamento de Cuerpo B y orientada hacia el oeste se ubicaba la 88.ª División de Infantería del teniente general Georg Graf von Rittberg. En vísperas de la ofensiva soviética, reunía bajo su control una heterogénea amalgama de diferentes unidades, aunque solo 5400 de sus efectivos pertenecían realmente a la división. Con estos efectivos tenía que cubrir un amplio frente. Aportaba al combate veintidós piezas de artillería de diversos tipos y siete cañones antitanque, pero carecía de cañones de asalto o tanques.[60]

- Compartiendo límites con Von Rittberg, el teniente general Hans-Joachim von Horn comandaba la 198.ª División de Infantería. Esta formación había conservado relativamente bien su estructura regular. Estaba integrada por tres regimientos de infantería, cada uno de los cuales incluía, a su vez, dos batallones. La fuerza artillera alineaba dos baterías con obuses de 15 cm y otras diez con obuses de 10,5 cm. También contaba con cuatro cañones cazacarros medios y diez pesados, todos ellos remolcados por vehículos motorizados.[61]

#### Armamento pesado
A principios de 1944 las formaciones acorazadas alemanas aún tenían algunas ventajas tácticas sobre los blindados soviéticos: 1) el nivel de entrenamiento de sus tripulaciones; 2) el liderazgo de la unidad a nivel de regimiento e inferior; y 3) el hecho de que cada tanque alemán iba equipado con radio, lo que facilitaba el mando y control a nivel de pelotón, compañía y batallón, a diferencia de los del Ejército Rojo, que llevaban el equipo de transmisiones solamente en el carro principal.
La falta de piezas de repuesto dejaba fuera de servicio grandes sistemas de armas como el del tanque Panther. Algunas divisiones se quejaban de que hasta un tercio de ellos permanecían demasiado tiempo en los talleres. Así, hubo que recurrir a modelos más antiguos, como el Panzer IV, que, si bien estaba dotado con un respetable cañón principal (un L/48 de 7,5 cm), adolecía de un blindaje menos reforzado y una menor maniobrabilidad. Aunque se averiaba menos, no era infrecuente que se quedara sin munición de alta potencia; los cañones de asalto Sturmgeschütz III (StuG III) pasaban por problemas parecidos. Hiltler sostenía que la llegada del último desarrollo alemán, el Tiger, con su mortífero cañón de alta velocidad de 8,8 cm y su grueso blindaje, sería capaz de reequilibrar la balanza.
Las divisiones alemanas poseían unos pocos vehículos blindados semioruga, los SPW (Schutzenpanzerwagen). En enero de 1944, la infantería mecanizada se desplazaba sobre todo en camiones, pero estos eran en su mayoría de diseño occidental y no tenían tracción total.
Otro recurso que se utilizó con fines tácticos fueron los trenes blindados (Panzerzug). Wöhler recurrió a estos vehículos acorazados para compensar la escasez de artillería móvil de su 8.º Ejército. No era raro que alguno de estos convoyes se acercara a una distancia de entre ocho y diez kilómetros de las líneas del frente para dar cobertura de fuego, sobre todo al XLVII Cuerpo Panzer. Portaban varios obuses de calibre 10,5 y cañones antitanque pesados.

#### Logística

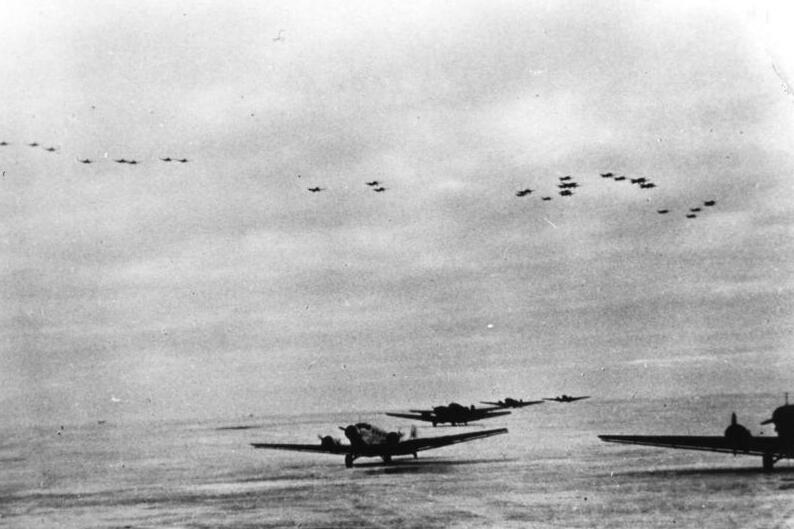
Aviones de transporte alemanes Junkers Ju 52 en el aeródromo de Korsun.

A estas alturas de la ofensiva del Dniéper-Cárpatos, el sistema logístico alemán se hallaba en una situación extremadamente precaria. Un factor que lo complicaba aún más era la necesidad de garantizar los «pequeños lujos» (creatures comforts) a los que no renunciaban las unidades sobre el terreno. Satisfacer esos requerimientos obligaba a los planificadores logísticos a dedicar gran parte de la infraestructura al correo, los depósitos, las cocinas de campaña, los talleres de reparación, la ropa y los trenes con equipajes. A su vez, el mantenimiento de estos servicios lastraba en gran medida la retirada o el desplazamiento de las fuerzas móviles. Sin embargo, las privaciones no tardaron en aparecer. Incluso las unidades del exterior de la bolsa sufrían carencias básicas como el jabón, lo que repercutió negativamente en la higiene y, consecuentemente, en la salud debido a las infestaciones por parásitos. El correo tampoco llegaba ya de forma regular, lo que estaba haciendo mella en el estado de ánimo de los hombres: con una Alemania que estaba siendo sometida a intensos bombardeos de la aviación aliada, se encontraban hondamente preocupados por la suerte que pudieran estar corriendo sus familiares. Frente a ellos, los ivanes eran de hábitos más espartanos, por lo que el esfuerzo logístico del Ejército Rojo podía centrarse en suministrar combustible y municiones a sus unidades de combate. Como mal menor, las autoridades de ocupación alemanas se habían anticipado al sombrío panorama y dos semanas antes del inicio de la ofensiva soviética se habían apresurado a almacenar varias toneladas de alimentos en el aeródromo de Korsun.
En cuanto a las vías de suministro terrestre, el ferrocarril era un medio muy empleado, aunque tenía el inconveniente de que, una vez que la mercancía llegaba a su destino, había que descargarla, sin ayuda de máquinas, y luego llevarla al frente con camiones o con carros tirados por pequeños caballos, los llamados panjewagen o panje. Los trenes constituían también un elemento clave a nivel operacional.
Para el abastecimiento por aire, la Luftwaffe desplegó para la batalla el VIII Cuerpo Aéreo del general Hans Seidemann, que, además de su papel táctico, cumplía misiones de transporte, como la 52.ª Ala de Cazas, la 2.ª Ala de Bombardeos en Picado y la 3.ª Ala de Transporte. Sin embargo, estas unidades estaban sobrecargadas porque debían proporcionar apoyo aéreo a todo el Grupo de Ejércitos Sur. Además, ya era el tercer año de guerra en la Unión Soviética y venía de sufrir pérdidas irreparables en los cielos de Kursk.

## Desarrollo de los combates

### Fase previa en el oeste: operación Watutin
El rápido avance en profundidad del Primer Frente Ucraniano tras la reconquista de Kiev y la la ofensiva de Zhitómir-Berdichev había empujado las líneas alemanas del 1.ᵉʳ Ejército Panzer entre 80 y 200 kilómetros desde el norte, creando las condiciones para que se formara el saliente de Kániv. Manstein, ante la enésima negativa del Führer de ceder terreno siquiera para formar una línea de frente coherente, decidió adelantarse a la grave amenaza que se cernía sobre su grupo de ejércitos y el 12 de enero desencadenó, con Hans-Valentin Hube y Erhard Raus, su propia batalla de cercoː la operación Watutin.
Mientras el XLVIII Cuerpo Panzer guardaba el área de Proskurov, dos cuerpos Panzer (el XLVI y el III) y el VIII Cuerpo, a las órdenes de Hube, se lanzaron a cortar el paso a las puntas de lanza del 1.er Ejército de Tanques de la Guardia de Mijaíl Katukov, que, además, se estaban acercando peligrosamente a la localidad de Uman, donde se encontraba el puesto de mando provisional del Grupo de Ejércitos Sur. Tras violentos combates, las unidades blindadas germanas diezmaron gravemente al Ejército de Katukov. Aunque relativamente limitada, la operación se cobró, según el mariscal berlinés, 701 vehículos blindados, entre tanques y cañones de asalto.
Confiando en que la operación Watutin retrasara el ataque del Primer Frente, el mariscal ordenó a Wöhler que mantuviera dos divisiones Panzer listas para taponar cualquier penetración soviética por el lado oriental. Como medida adicional, encomendó al coronel Franz Bäke la formación y mando de una brigada especial móvil de fuego, el Regimiento Panzer Reforzado (schwere Panzer Regiment).

### Preparativos en el este
A diferencia de Vatutin, que tenía dos de sus ejércitos involucrados en el área Vinitsa (a 160 kilómetros al oeste) tratando de malograr la operación Watutin, para el día 15 las fuerzas de Kónev habían terminado sus operaciones en Kirovogrado. La operación Korsun-Shevchenkivski dictaba un ritmo de avance de al menos 25 kilómetros al día. Para cumplirlo, el Segundo Frente Ucraniano tendría que engañar al Grupo de Ejércitos Sur sobre el momento y el lugar del ataque, y con ese fin desplegó una elaborada operación de farsa operacional (maskirovka): los alemanes debían creer que el 5.º Ejército de Tanques de la Guardia se concentraría en un eje al oeste de Kirovogrado en dirección a Uman y alejar su atención del eje real de desplazamiento, en dirección nordeste hacia Krasnosilka, 50 kilómetros más al norte, por detrás de las líneas del 53.er Ejército de Galanin. Con este fin puso en marcha un elaborado plan de farsa operacional (maskirovska). Las unidades de ingenieros y de vehículos mecanizados erigieron falsas zonas de concentración que aparentarían un amplio despliegue de tanques y artillería, y montando artilugios similares a carros de combate y piezas de artillería, además de diseminar 200 maniquíes con uniforme. El grado de elaboración era tal, que, al mismo tiempo que se colocaban las figuras, se equiparon las posiciones de tiro de artillería y se montaron falsos depósitos de almacenamiento de combustible y municiones, se prepararon trincheras y se cavaron fosos en las aparentes posiciones de tiro. Asimismo, se instalaron estaciones de radio en los lugares donde previamente se habían estado reagrupando los ejércitos de tanques cuyas unidades, en realidad, ya estaban viajando hacia el norte; las estaciones falsas emitían con las mismas frecuencias y al mismo tiempo que las de las reales. Para reforzar el engaño, se emitieron falsas órdenes de combate, resúmenes operacionales e informes que «delatarían» la preparación de una «gran concentración» de fuerzas al oeste. Fue el propio cuartel general de Pável Rótmistrov el que redactó los documentos.
Mientras, entre el 19 y el 23 de enero las unidades blindadas reales se movilizaban hacia su nueva zona de reunión. Circulaban solo de noche y observando estrictas medidas de disciplina lumínica y de silencio de radio; al sur, en las zonas falsas, se efectuaban disparos de artillería y se hacía funcionar sin silenciador tractores y otras máquinas, en las pistas se marcaron en las pistas huellas de orugas y de ruedas, se trasladaron maquetas de un lugar a otro para aparentar movimientos y se encendían hogueras para simular las llamas de tanques ardiendo.
Pero el mando germano desconfió de las apariencias. Si bien durante dos días ordenó bombardear las supuestas áreas amenazantes, ya el 21 advirtió las verdaderas intenciones del enemigo. Al final, Kónev no solo no atrajo al XLVII Cuerpo Panzer al este de Kirovogrado, sino que hizo que Wöhler decidiera desplazar las 11.ª y 14.ª divisiones Panzer a Krasnosilka (20 kilómetros al este de Kapitanivka) para anticiparse al ataque real.

### Ataque y cerco soviéticos

#### Pinza este (Kónev)
La penetración desde el este fue precedida por un reconocimiento en fuerza al amanecer del lunes 24 de enero por parte de una docena de batallones soviéticos. El Estado Mayor de Kónev quería determinar si las fuerzas alemanas situadas en primera línea constituían la vanguardia de la defensa enemiga o bien eran solo posiciones de cobertura (línea muy adelantada, con funciones de protección y alerta), y para ello lanzó un intenso bombardeo artillero de morteros y cohetes Katiusha. 

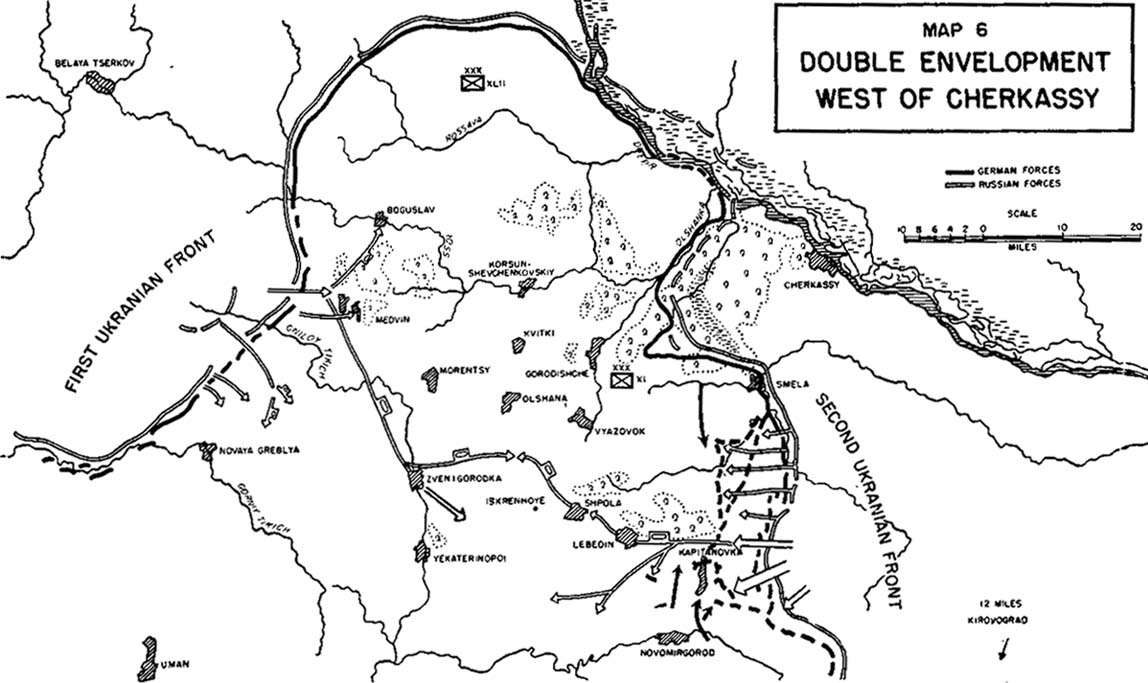
Ataque en pinza soviético: penetración simultánea por el oeste (Primer Frente Ucraniano) y por el este (Segundo Frente Ucraniano).

A los batallones los siguieron siete divisiones de fusileros, que penetraron por el sector defendido por la 389.ª División de Infantería de Kurt Kruse. Tras un avance de 6 kilómetros, al final del día los soviéticos capturaron Verbivka, a 23 kilómetros al noreste de Kapitanivka, un importante nudo de comunicaciones del XI Cuerpo. El alto mando alemán se vio sorprendido por la potencia de fuego. Cuando reaccionó, ordenó bombardeos en picado con Stukas, pero, en la confusión del combate, algunas bombas cayeron sobre posiciones propias. Entre otros movimientos, Stemmermann ordenó al mayor Hans Köller que trasladara a la zona su Kampfgruppe (‘grupo de combate’) blindado. Esta unidad estaba adscrita a la poderosa División Panzer SS Wiking, que paradójicamente estaba manteniendo una posición junto al Dniéper con valor más propagandístico que militar. Contaba con tres batallones: uno de granaderos Panzer, otro de tanques y un tercero de artillería autopropulsada.
Por la tarde, Stemmermann ya era consciente de que ya no le quedaban reservas, y eso que el ataque principal ni siquiera había comenzado. Notificó al 8.º Ejército la desesperada situación de Kruse, que apenas contaba con 1500 soldados para cubrir 21 kilómetros de frente. El inmediato colapso de la división dejaría un enorme boquete, así que había que tomar medidas urgentes. Stemmermann pidió permiso para desplazar toda la 57.ª División desde su base en Smila para insertarlo entre la 72.ª y la 389.ª; el hueco sería cubierto desde el norte por la infrautilizada Wiking y desde el sur por la 72.ª. También solicitó que la 14.ª División de Infantería, nominalmente adscrita al XLVII Cuerpo, fuera puesta bajo su mando directo. El 8. Ejército lo autorizó, aunque le advirtió de que los efectivos de Trowitz tardarían en llegar, ya que no podrían emprender el traslado sin antes haber entregado ordenadamente sus posiciones a la Wiking.
Fue a la mañana siguiente, el martes 25, cuando se desencadenó el ataque de ruptura propiamente dicho, esta vez a cargo de las fuerzas principales del 4.º Ejército de la Guardia y del 53.er Ejército. El 5.º Ejército de Tanques de la Guardia (5ETG), que tenía los 20.º y 29.º Cuerpos de Tanques en el primer escalón y el 18.º en el segundo, se incorporó al sector de ruptura del 53.er Ejército. La descarga de artillería preparatoria se extendió a lo largo de 40 kilómetros de frente y diezmó no solo la 389.ª, que acabó perdiendo contacto por el sur con la 3.ª División Panzer de Fritz Bayerlein, sino también su agrupación vecina por el norte, la 72.ª División de Infantería. Aunque la resistencia alemana fue más dura de lo esperado por el Estado Mayor de Kónev, el Ejército Rojo controlaba ya al final del miércoles una franja de 21 kilómetros de ancho y de hasta diez kilómetros de profundidad.
Para tratar de suturar la brecha abierta por los soviéticos, Nikolaus von Vormann, comandante del XLVII Cuerpo Panzer, organizó una maniobra de flanco con tres de sus divisiones Panzer: la 3.ª, en dirección sur-norte desde Vasilivka para cortar la carretera principal que conectaba con Zlatopil (50 kilómetros al oeste), la 11.ª y la 14.ª; estas, partiendo de Novomirgorod, a 15 km al sur de Kapitanivka, transitaron en paralelo a diez kilómetros al noroeste de la 3.ª y su objetivo era recuperar esta ciudad para, tras orientar su frente hacia el este, detener cualquier intento de penetración del enemigo hacia el centro. A las unidades de vanguardia enemigas que ya hubieran sobrepasado esa posición se les dejaría que «se pudrieran solas». Para contrapinzar en sentido contrario, en dirección norte-sur, Von Vormann contaría con el 108.º Regimiento Panzer, que aún defendía un sector al norte de la localidad; con los veinticinco Panzer IV de Köller, que cortarían el segmento atacante por Osytniazhka-Pisarevka; y con los regimientos de la 57.ª División de Trowitz que, tras una marcha nocturna, se habían estado reagrupando más al norte, en Tashlik. A la 72.ª División de Infantería, en el flanco izquierdo de la 389.ª, se le permitió replegarse para mantener una línea de frente coherente con los hombres de Kruse. Era una concesión menor si se la compara con la petición que ya habían empezado a sugerir desde el cuartel general del XI Cuerpo: pasar cuanto antes a la Hamsterstellung (‘posición Hámster’), una línea defensiva intermedia reforzada que su comandante había dispuesto más al oeste durante las semanas anteriores en previsión de la más que probable ofensiva enemiga. Pero Von Manstein había tenido que viajar a entrevistarse con Hitler y su jefe de Estado Mayor, Theodor Busse, no podía autorizar movimientos de tal envergadura.
En cualquier caso, Stemmermann estaba razonablemente satisfecho del nivel combativo mostrado por sus hombres ante el masivo ataque soviético, con al menos (según su comandante de ejército) una docena de divisiones: a pesar de haber abandonado algunas de sus posiciones de primera línea iniciales, mantenían un frente unido, aunque débil; además, según sus cálculos habían destruido unos noventa tanques de los aproximadamente 120 que habían perforado sus líneas de frente en los últimos tres días.
El contraataque alemán de Von Vormann comenzó a las 5:30 horas del jueves 27 y, con menos resistencia de la esperada, alcanzó Kapitanivka y logró separar las brigadas del 20.º Cuerpo de Tanques de Lázarev. Ajenos a lo que había pasado, algunos convoyes que pasaban por la zona fueron destruidos por alemanes que acababan de recuperar posiciones. Aunque los hombres de Köller destruyeron esa tarde media docena de carros T-34, al final del los soviéticos dominaban ya el segmento Vodianoe-Lipianka-Mezhigorka y extensas áreas en el eje Shpola-Lebedino-Kapitanivka. Tras sucesivos golpes y contragolpes, las áreas urbanas de Kapitanivka, Tiskivka, Zhuravka y Turiya, que formaban en el mapa un cuadrado de unos 42 km², cambiaron de manos repetidas veces, lo que complicaba las tareas logísticas para ambos bandos. Unos kilómetros al oeste y sur de este cuadrado, el 29.º Cuerpo de Tanques de la Guardia aseguró otro segmento en su avance hacia el punto de reunión convenido con el Primer Frente Ucraniano. Pero la columna de avance no era continua: a 11 kilómetros por detrás, en Zlatopil, los contraataques masivos de tanques alemanes de Von Vormann estaban ralentizando el avance del 18.º Cuerpo de Tanques de la Guardia.

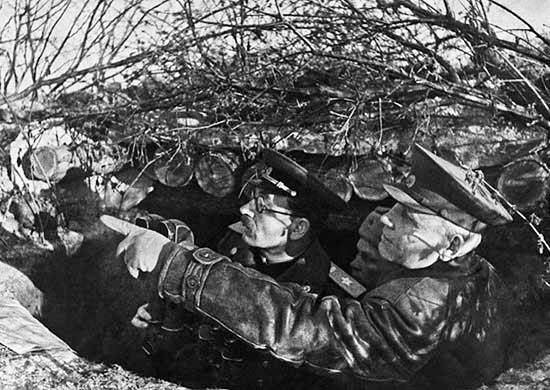
Finales de enero de 1944: apostados en un agujero de araña, Pável Rótmistrov (izda.) e Iván Kónev observan los ataques soviéticos desde el este.

Entonces Rótmistrov tomó una decisión audaz: en lugar de detenerse para hacer frente a las divisiones Panzer alemanas, ordenó a sus dos cuerpos de tanques de la guardia avanzada, 20.º y 29.º, que se olvidaran de sus flancos o de lo que había detrás de ellos y que siguieran adelante; si se quedaban sin combustible o municiones, serían reabastecidos desde el aire. 
Siguiendo sus órdenes, las columnas de tanques rusas se abrieron en abanico hacia el oeste (Shpola), y hacia el suroeste (Zlatopil) y una avanzadilla de dos brigadas adscritas al 20.º Cuerpo de Tanques de la Guardia alcanzó el objetivo de enlazar lo antes posible con otras dos brigadas del 5.º Cuerpo de Tanques de la Guardia que habían sido transferidas a Zvenigorodka desde el 6.º Ejército de Tanques. Quedaba cerrado un primer anillo de cerco, aunque era aún muy débil. Kónev, que estaba presente en el puesto de mando de Rótmistrov mientras se producía el avance, quedó impresionado por el desempeño de su máximo comandante de tanques en esta maniobra, en la que había demostrado «perspicacia táctica», «clarividencia» de la situación y «capacidad de dirección».
Por detrás, Trufánov y Kirichenko, a pesar de las pérdidas de decenas de blindados, consiguieron penetrar por la brecha, para desesperación de los alemanes:

¿Qué le importaba al enemigo si sus soldados eran acribillados en filas, si sus tanques se iban quedando atrás envueltos en llamas? Otros nuevos, cargados con masas de infantería, avanzaban en interminables columnas seguidos de cerca por formaciones de caballería al galope, que rodeaban los islotes de resistencia que quedaban y seguían adelante.

##### Cosacos a caballo
Los jinetes eran los hombres de Selivánov, el 5.º Cuerpo de Caballería Cosaca de la Guardia, que tenían la misión de proteger la línea de ruptura, desorganizar el mando y control de las unidades de retaguardia alemanas y destruir sus efectivos y material. Además, en coordinación con el 5.º Ejército de Tanques de la Guardia y las unidades del flanco izquierdo del 27.º Ejército, debían impedir que la bolsa se desplazara hacia el sur. 
El 26 de enero, tras la llegada de las unidades del 4.º Cuerpo de la Guardia y del 53.er Ejército desde el eje vertical Kutsivka-Zhuravka-Novomirgorod, se concentraron en la región al noreste de Kapitanivka. En la mañana del viernes 28, a la vez que repelían ataques de tanques enemigos, entablaron duros combates en esta localidad y en Tishkivka. En su relato de la batalla publicado en 1954, Nikolaus von Vormann escribiría:

Las masas rojas se dirigieron hacia el oeste durante la tarde, pasando por delante de los carros de las Divisiones Panzer 3.ª, 11.ª y 14.ª, que disparaban con todos sus cañones, así como de nuestra artillería pesada. ¡Un cuadro asombroso, estremecedoramente dramático! Ninguna otra comparación real podría encajar [en esta asombrosa escena]: la presa se había roto, y la interminable riada de enemigos inundaba el llano paisaje [...]. Nuestro asombro aumentó aún más cuando, a última hora de la tarde, [...] vimos galopar hacia el oeste unas densas formaciones de caballería. Fue una escena increíble, estremecedora, inolvidable.

Como reconocimiento «por el valor y coraje» demostrados ese día, la formación fue condecorada días después con la Orden de la Bandera Roja.
Durante el día 29, junto con unidades de fusileros, los cosacos se adentraron en el frente enemigo y avanzaron rápidamente, el 30 alcanzaron las regiones de Tereshki, Topilna y Kniazha, y el 31 capturaron Burty y Vilshana, donde establecieron contacto con las fuerzas de Vatutin. En los días siguientes neutralizaron los intentos enemigos de romper el cerco hacia el sur y contribuyeron en gran medida a comprimir el área embolsada. Aun así, Kónev perdió 205 tanques entre el 24 y el 29 de enero.

##### Cierre de la bolsa
El 31 de enero, las fuerzas germanas al noreste de Zvenigorodka ya habían quedado prácticamente aisladas por unidades de infantería que habían alcanzado la línea del río Gniloy Taschlik.
Tras el avance del cuerpo de tanques se fue formando un frente exterior de unos 60 kilómetros a lo largo de la línea Zvenigorodka-Shpola-Turiya. Para compensar la escasez de infantería de Rótmistrov, Kónev decidió asignarle tres divisiones del 53.er Ejército de Galanin, que formarían el 49.º Cuerpo de Fusileros. Además, con el objetivo de impedir cualquier intento de penetración enemiga desde el sur hacia el norte, ordenó reforzar algunas líneas sembrando minas, atrincherando la artillería y excavando zanjas para los tanques averiados que servirían de fortines blindados.
Para encoger la bolsa, el 1 de febrero Kónev lanzó varios ataques sobre Burty, a apenas 20 kilómetros al norte de Shpola. A pesar de la gran presión a la que estaba sometido, el XI Cuerpo de Ejército resistió, aunque a un alto precio. Su comandante, Wilhelm Stemmermann, informó de que estaba sufriendo unas 300 bajas al día y de que los refuerzos suministrados por aire por el 8.º Ejército eran insuficientes para compensarlas.

#### Pinza oeste (Vatutin)
Tres días antes de la ruptura por el oeste, una incursión soviética contra el pueblo de Koshavatoye el domingo 23 había puesto en alerta al Estado Mayor de 1.ᵉʳ Ejército Panzer, ya que la dimensión de los medios desplegados por los soviéticos, dos regimientos, no parecía justificar un objetivo menor como era expulsar de la localidad al batallón de infantería (adscrito a la 88.ª División de Rittberg) que lo defendía. Los recelos se acrecentaron cuando los observadores advirtieron una frenética actividad de los ivanes sobre los terrenos del área recién ocupada. La inteligencia determinó que, dada la situación tácticamente favorable de la localidad, el enemigo podría estar preparando posiciones de salto para un ataque posterior.
Al día siguiente, los equipos de radioescuchas de la Wehrmacht interceptaron algunas comunicaciones de radio que, junto con el interrogatorio de prisioneros, permitió identificar una gran concentración de fuerzas del Primer Frente Ucraniano al oeste de Tinivka (situada a 35 kilómetros al oeste de Lisianka). Tratando de interpretar la intención de tales movimientos, desde el cuartel general de Hube se conjeturó que el Ejército Rojo podría estar preparando el rescate de unidades de su Frente que, como resultado de escaramuzas anteriores, habían quedado embolsadas en Tichonivka por el VII Cuerpo alemán de Ernst-Eberhard Hell; en todo caso, y dado que aún desconocían la existencia del nuevo ejército de tanques de Kravchenko, que también se estaba concentrando en el punto de ruptura, los alemanes asumieron que cualquier iniciativa sería de alcance limitado, nunca una gran ofensiva.
En la mañana del miércoles 26 de enero, Vatutin ordenó su formidable ofensiva, para la que había reunido tres grandes formaciones: el 27.º Ejército, el 40.º Ejército y el recién constituido 6.º Ejército de Tanques, que no había sido detectado hasta entonces por la inteligencia alemana. Después de cuarenta minutos de preparación artillera que se inició a las 5:40, se lanzó el gran ataque de ruptura, cuyas puntas de lanza eran dos cuerpos de este nuevo ejército: por un lado, el 5.º Cuerpo Mecanizado, al mando de Vólkov, que penetraría por el sur de Tinivka, punto de esfuerzo principal previsto en la operación Korsun-Shevchenkivski apoyando a la infantería del 47.º Cuerpo de Fusileros; y, por otro, el 5.º Cuerpo de Tanques de la Guardia, comandado por el propio jefe del 6.º Ejército de Tanques. Al encontrar más resistencia de la esperada ante la 34.ª División de Infantería, del VII Cuerpo, Kravchenko ordenó a sus brigadas de blindados que siguieran adelante explotando por su cuenta la brecha abierta. Sin embargo, estas también quedarían empantanadas intentando repeler las contraembestidas enemigas. La decisión de Vatutin de comprometer el grueso de sus fuerzas en un ataque frontal fue un error que contribuyó a que la ofensiva de la pinza oeste se estuviera desarrollando «más lentamente de lo previsto». Los alemanes asegurarían después que en la refriega se habían cobrado 82 tanques y habían frustrado el objetivo del Primer Frente Ucraniano para ese día. A pesar de ese éxito momentáneo, Hube era consciente de que, pese al valor que estaban demostrando las formaciones bajo su mando, era muy inferior en recursos respecto a su enemigo, y seguía insistiendo en sus demandas ante el OKH: el sector norte de Theobald Lieb debía ceder las posiciones en la cabeza de puente de Kániv, junto al Dniéper, para acortar la línea del frente y liberar efectivos que serían más útiles en el sur. Durante la tarde del 27, el 40.º Ejército obligó, por fin, a los alemanes a abandonar Tinivka y retroceder a localidades vecinas por el este como Votilivka, Repki y Vinogrado.
Mejores resultados estaba cosechando el Ejército Rojo con su ataque por el segundo punto de máximo esfuerzo de la pinza oeste, el área de Koshavatoye, a 20 kilómetros al norte de Tinivka. Dirigidas contra el sector de la 198.ª División de Infantería (VII Cuerpo), contigua a la 34.ª, y contra el de la 88.ª División de Infantería (XLII Cuerpo), las 337.ª y 180.ª Divisiones de Fusileros, del 27.º Ejército de Trofimenko, consiguieron penetrar con fuerza 12 kilómetros hacia el nordeste (en dirección a Boguslav) y hacia el sudeste (en dirección a Komarivka), respectivamente, eclipsando los magros resultados que estaban obteniendo más al sur Zhmachenko y Kravchenko. Ante lo prometedor del avance, Vatutin autorizó la maniobra propuesta por Kravchenko de trasladar a esta zona su 5.º Cuerpo de Tanques de la Guardia. Este cuerpo, dirigido por el propio comandante del 6.º Ejército de Tanques, atravesó rápidamente Medvin y Lisianka y, si bien no capturó Boguslav, se hizo con el control de una de las mejores carreteras interregionales, por la que podría abrirse paso en dirección sur hasta el punto de encuentro previsto con las formaciones de Kónev. Lograrían así romper el contacto y la coordinación entre la 88.ª división de Rittberg y la 198.ª de Horn, y, por tanto, entre el XLII Cuerpo y el VII Cuerpo, cada uno con su propio comandante y su Estado Mayor. La estratagema de «enroque» de grandes unidades blindadas (o Rochade, por su denominación en alemán) dio resultado y el comandante del Primer Frente Ucraniano, gracias también a la iniciativa de su jefe principal de blindados, pudo redimirse de su anterior error.
Al final del día siguiente, las formaciones de Vatutin habían ganado por la parte oeste del perímetro una franja vertical que, aunque poco profunda, tenía 55 kilómetros de longitud: abarcaba desde Chervona Zirka hasta Medvin e incluía objetivos tácticamente relevantes como Vinogrado y Boiarka. Al otro lado de la nueva línea del frente, cada división germana, compuesta por seis batallones apenas contaba con apoyo artillero, no disponía de tanques y ni siquiera tenía a su favor el factor orográfico, ya que, exceptuando el sector del río Ros, el campo de batalla era casi completamente llano y, por tanto, más difícil de defender.

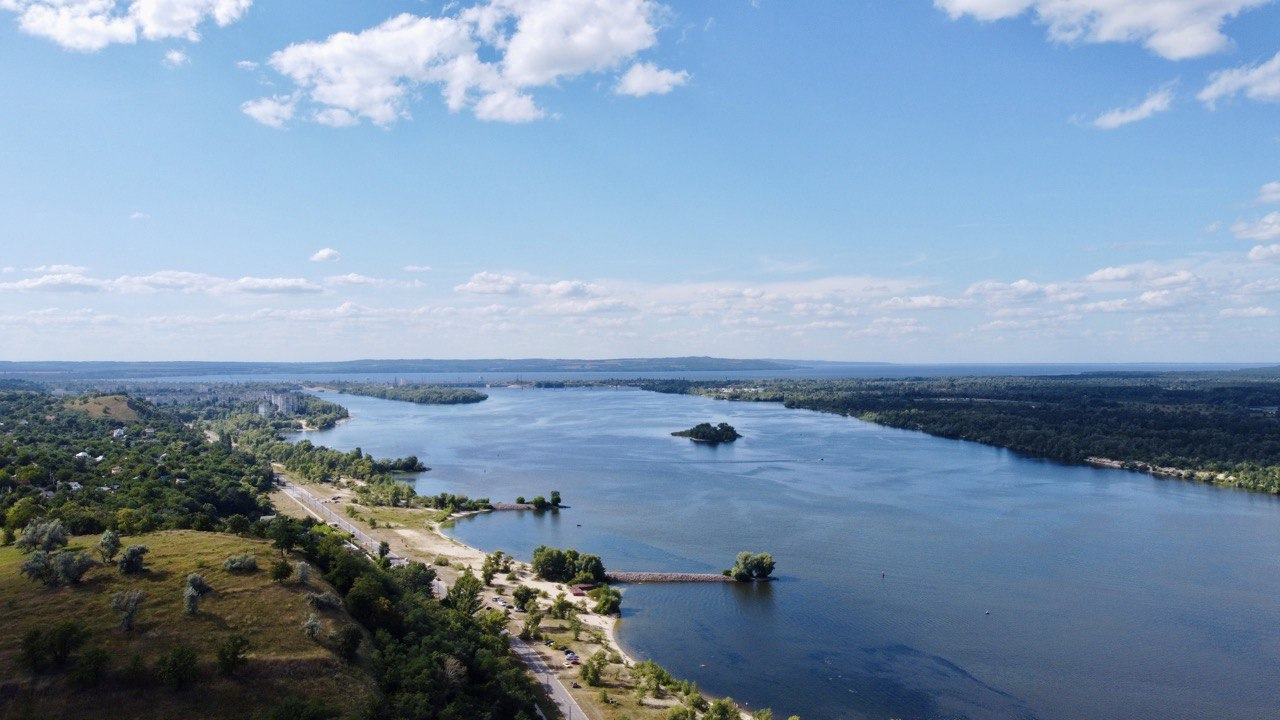
El río Dniéper a su paso por Kániv.

El día 28, frente a una climatología adversa por un incipiente deshielo (raspútitsa) temprano, confluyeron en la región de Zvenigorodka las primeras unidades del 5.º Ejército de Tanques de la Guardia del Segundo Frente Ucraniano y del 6.º Ejército de Tanques del Primer Frente Ucraniano. Además, la 233.ª Brigada de Tanques, que había penetrado tras una ambiciosa maniobra desde la región de Krasilivka a través de Boiarka y Lisianka, pudo liberar las unidades soviéticas que permanecían atrapadas en Tichonivka desde antes de la ruptura y, junto con unidades de la 6.ª Brigada Motorizada de Fusileros, estableció contacto con el 20.º Cuerpo de Tanques; con su frente orientado ahora hacia el suroeste, Vatutin formó un primer anillo, aún débil, hacia el exterior al que se le encomendó la misión de impedir cualquier intento alemán de rescate desde el suroeste. Además, quedaron cortadas las comunicaciones terrestres por Shpola y Zvenigorodka, por lo que desde entonces los suministros para los cercados solo podían transportarse por vía aérea. En vista de la ventaja táctica, Vatutin ordenó defender a toda costa el frente que pasaba por las localidades de Kvitki-Tarashcha-Shenderivka e impedir la penetración alemana por el oeste y el suroeste hacia esa población. Los atacantes, aunque sometidos a continuos contraataques por parte de los alemanes que buscaban debilitar su flanco derecho, llegaron a capturar varias zonas pobladas excepto el área urbana de Boguslav, defendida tenazmente por los hombres de Lieb en sangrientas escaramuzas callejeras.
Los soviéticos completaron el cerco con sus blindados el mismo día 28, pero los ejércitos de infantería tardarían al menos tres días más en llegar al frente y empezar a sellar el anillo interior, el que se encargaría de mantener aislados a los cuerpos alemanes atrapados.
El 31 de enero, el mando del Primer Frente Ucraniano quiso anticiparse a la intención del enemigo de recuperar Lisianka mediante ataques simultáneos en dos direcciones: por el suroeste, desde el sector de Rusalivka, Rubannyi Most y Pavlivka y, por el noreste, diagonalmente desde la región de Stebliv, Shenderivka y Tarashcha hacia el suroeste. Lisianka tenía un interés táctico sobresaliente, tanto como cruce de carreteras en los ejes norte-sur y este-oeste de la región como por el hecho de albergar la base alemana de suministros en la comarca.

### Respuesta alemana
El inicio de la operación soviética Korsun-Shevchenkivski pilló a contrapié al mando germano, ya que ni Erich von Manstein ni Hans-Valentin Hube ni Otto Wöhler se encontraban entonces en Ucrania. Para consternación de Wilhelm Stemmermann y de Theobald Lieb, el Führer había convocado a todos jefes de grupos de ejército y de ejército del Frente Oriental a una de sus interminables conferencias en la Guarida del Lobo (Prusia Oriental), a mil kilómetros al noroeste. Así pues, tanto la coordinación de todo el Grupo de Ejércitos Sur como el mando de los dos ejércitos implicados, el 1.º y el 8.º, fueron asumidos por sus jefes de Estado Mayor respectivos, Theodor Busse, Walter Wenck y Hans Speidel.
El rescate de las fuerzas cercadas no era el único problema al que debían enfrentarse los altos mandos germanos, que desconocían el verdadero alcance de los planes soviéticos. Para ellos, más inquietante que el propio rescate era que el enemigo supiera que, en su línea de frente, entre los ejércitos de Hube y Wöhler se había abierto un gran agujero de más de cien kilómetros de ancho que iba desde Ryzyne, al oeste de Zvenigorodka, hasta Novomirgorod, al sureste. En esa gran franja no había fuerzas de combate que pudieran bloquear al Ejército Rojo, solo estafetas de campaña, talleres y puestos logísticos. Zhúkov estaba en condiciones de haber instado a Vatutin y Kónev a seguir con sus ejércitos de tanques hacia el sur, y no ya solo hasta Uman sino incluso hasta Permovaisk, la ruta más corta hacia el mar Negro, a solo 200 kilómetros de distancia.
Afortunadamente para los germanos, enseguida se pudo confirmar que el plan soviético era más conservador; al fin y al cabo, pensaban que habían atrapado a todo el 8.º Ejército. Como pudieron comprobar las patrullas alemanas de reconocimiento terrestre y de la aviación, junto con unidades de inteligencia de señales, los zapadores del enemigo se aplicaron a sembrar minas, abrir zanjas antitanque, interponer concertinas y erigir todo tipo de barreras en el arco Lisianka-Zvenigorodka-Shpola. El Ejército Rojo, pues, había decidido limitar la profundidad de su avance y detenerse; con el objetivo de prepararse para el previsible intento de rescate alemán desde el sur y, una vez neutralizado, eliminar la bolsa.
A su regreso desde Rastemburgo a su cuartel general en Proskurov, Von Manstein organizó de inmediato el plan de rescate que esperaban los soviéticos. La primera etapa sería la rápida reagrupación de hasta ocho divisiones Panzer que deberían acudir al campo de batalla desde sus posiciones en la región. Con fecha 29 de enero, el Grupo de Ejércitos Sur emitió la Orden GES 86/44, que disponía los siguientes movimientos operacionales:
- Por el oeste, el III Cuerpo Panzer, comandado por Hermann Breith, suspendería sus combates en la zona de Vinitsa (a 160 kilómetros al oeste), donde aún estaba librando combates dentro de la operación Watutin, y cedería el control de su sector al XXXXVI Cuerpo Panzer, que tendría que estirar aún más hacia el oeste sus propias líneas. El III Cuerpo Panzer, el más fuerte del Grupo de Ejércitos Sur y sobre el que recaería el mayor peso del rescate, incluía la 16.ª División Panzer (Hans-Ulrich Back), con 47 carros operativos), la 17.ª División Panzer (Karl-Friedrich von der Meden), con 29, y su gran unidad de choque, el Regimiento Panzer Reforzado Bäke;[115] esta poderosa formación acorazada, comandada por el doctor Franz Bäke, contaba con 34 unidades Panzer VI Tiger y 46 unidades Panzer V Panther, además de sendos batallones de artillería autopropulsada, de ingenieros zapadores y de infantería de montaña (Gebirgsjäger).[69] Más adelante se les unirían, en cuanto hubiesen completado la operación Watutin, la 1.ª División Leibstandarte SS Adolf Hitler (LSSAH), al mando de Theodor Wisch.[69] Tras llegar a su zona de reunión táctica cerca de Uman, esta gran fuerza de rescate se dirigiría hacia el saliente defendido por las 34.ª y 198.ª divisiones de infantería, hasta entonces adscritas al VII Cuerpo y que pasarían a estar subordinadas al III Cuerpo de Breith, como trampolín para lanzar su ataque hacia el noreste contra el 47.º Cuerpo de Fusileros soviético; una vez cortadas las defensas enemigas, continuarían hasta enlazar con el XLII Cuerpo en las proximidades de Medvin, a unos 30 kilómetros. Tras restablecer el contacto con las fuerzas cercadas, Breith redirigiría sus divisiones hacia el sudeste, atacaría por su retaguardia al ejército de tanques de Kravchenko, desplegado entre Medvin y Zvenigorodka, y lo aniquilaría.[115] Wenck bautizó el plan con el nombre en clave de «operación Wanda».[116]

- Por el este y extendiéndose hacia el centro-oeste, Von Vormann concentraría el grueso de las 3.ª, 11.ª y 14.ª divisiones Panzer, a las que luego se uniría la 13.ª, de su muy desgastado XLVII Cuerpo, que llevaba combatiendo sin descanso desde principios de año. Su misión era atacar hacia el norte para enlazar con el XI Cuerpo de Stemmermann en Shpola.

- Para ayudar a Von Vormann, Von Manstein ordenó que la 24.ª División Panzer, adscrita al 6.º Ejército de Karl-Adolf Hollidt, se desplazara desde la cabeza de puente de Níkopol hasta un área de concentración en Yampil. El convoy tendría que recorrer más de 300 kilómetros en dirección noroeste, donde recibiría instrucciones.

Para facilitar la coordinación, Von Manstein subordinó al 8.º Ejército el XLII Cuerpo de Theobald Lieb. La fecha límite para el inicio del contraataque se fijó en el 3 de febrero.
En cuanto a las formaciones cercadas, la punta norte de la bolsa, cerca del Dniéper, también estaba en una situación precaria, ya que tres debilitados batallones del Destacamento de Cuerpo B debían sostener un frente de casi 75 kilómetros. Von Manstein, en primera instancia, ratificó la retirada táctica (que ya había sido, de hecho, iniciada por Lieb durante la ausencia del mariscal) de las unidades hasta una línea más defendible y, sobre todo, más corta.
Pero Hitler desautorizó el movimiento. Su intención estratégica era lanzar la operación Wanda: transformar el plan de rescate en una verdadera ofensiva cuyo objetivo era, primero, rodear y aplastar a las propias formaciones de tanques de los dos frentes soviéticos atacantes, los ejércitos de Rótmistrov y de Kravchenko, utilizando el saliente y golpear en dirección noroeste por la margen occidental del Dniéper hasta reconquistar Kiev; como resultado del objetivo «secundario», los cuerpos liberados podrían incorporarse a una nueva línea defensiva más corta y aportar fuerzas adicionales en operaciones posteriores.
Para el GröFaZ, las banderas en un mapa indicaban fuerzas y capacidades reales, y nadie se atrevía a revelarle que muchas de las unidades representadas ya no eran sino remanentes: ni los Estados Mayores del OKH, a cargo de las operaciones en el Frente Oriental; ni del OKW, el ministerio alemán de Defensa; ni, desde luego, Wilhelm Keitel o Alfred Jodl. Todos habían perdido influencia sobre su comandante supremo y no eran ya sino simples transmisores de órdenes hacia los tres grupos de ejércitos que luchaban en el Este.
Los máximos dirigentes militares sobre el terreno advirtieron de que eso no era realista e insistían en un objetivo mucho más perentorio y asequible: perforar los anillos soviéticos y abrir un corredor que permitiera la evacuación de los cuerpos cercados. El propio comandante de todos ellos, el mariscal berlinés, a tenor de lo que dejó escrito en sus memorias, ni siquiera llegó a considerar seriamente un contraataque de tal envergadura y, de hecho, transmitió a Hitler por teletipo su recomendación de centrarse estrictamente en el rescate de los dos cuerpos cercados, aunque sin éxito. En cualquier caso —especula Douglas Nash—, la cerrazón del Führer convenía de manera indirecta a sus intereses como responsable del Grupo de Ejércitos Sur: con la coartada de poner en marcha la operación, podría reunir un gran número de sus formaciones mayores para, acto seguido, asestar un durísimo golpe a dos de sus grandes rivales, Vatutin y Kónev, que en esos días tenían la mayor parte de dos ejércitos de tanques concentrados en un área relativamente pequeña. Así, Von Manstein aparentó plegarse a los deseos más ambiciosos de Hitler.

#### Clima adverso
En los primeros días de febrero sucedió un fenómeno meteorológico inesperado: el frío invernal cesó de repente y una masa de aire caliente procedente del mar Negro se extendió por el campo de batalla. El prematuro deshielo precipitó la raspútitsa, que convertía el terreno en un mar de barro. Las condiciones eran tan penosas, con capas de 60 cm de lodo flotante, que los tanques necesitaban 12 horas y dos depósitos enteros de gasolina para avanzar 3 o 4 kilómetros. También era frecuente que se hundieran hasta el casco en el barro durante el día. Durante la noche quedaban «como sepultados en hormigón» cuando el barro se congelaba; luego, por la mañana, había que recurrir a sopletes para fundir el hielo de las orugas. Además tenían que remolcarse unos a otros o a transportar bidones de gasolina en lugar de combatir.

#### Primer intento de rescate

##### Contraataque en dirección norte: operación Wanda
Bajo la cobertura operativa que le brindaba al Grupo de Ejércitos Sur el objetivo principal de la operación Wanda, el viernes 4 de febrero Hube desencadenó su ataque por el lado oeste de la pinza. A su vez, unidades y formaciones del interior de la bolsa lanzaron continuos ataques desde la región de Stebliv (a 15 km al este de Korsun) hacia el suroeste.

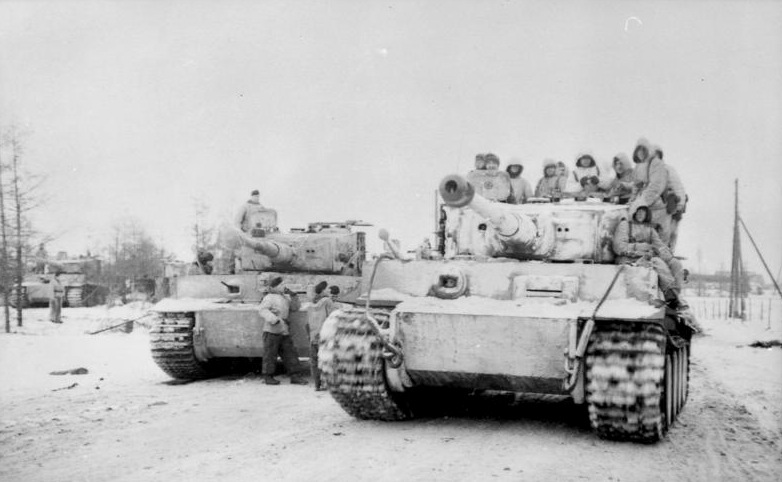
Tanques Panzer VI Tiger acudiendo a la zona de combate.

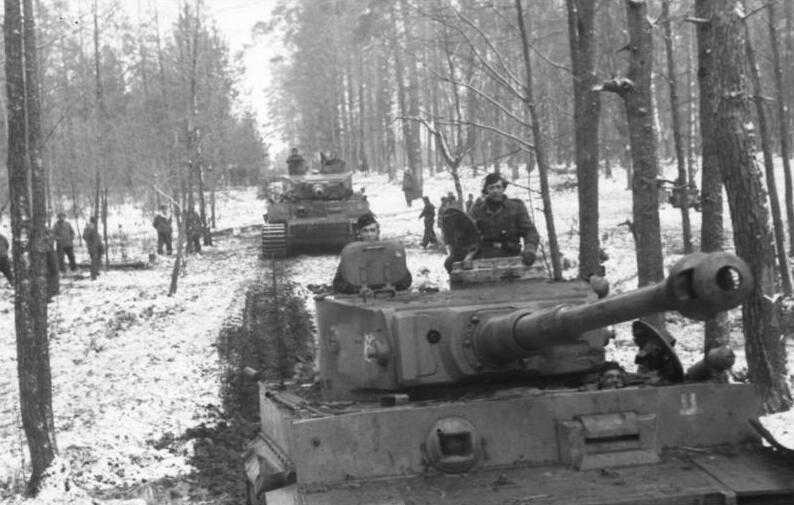
Brigada de blindados alemanes avanzando por un bosque al sur de Ucrania.

Según fuentes del Ejército Rojo, esa mañana, tras una preparación artillera, los alemanes iniciaron las hostilidades con un reconocimiento en fuerza «con unos 150 tanques y fuerzas de infantería desde la zona de Rozsokhuvatka» (a 22 kilómetros al sureste de Zvenigorodka), mientras concentraban sus principales esfuerzos a lo largo de un eje que apuntaba hacia el noroeste. Tras una prolongada e intensa batalla, los alemanes lograron capturar las áreas pobladas de Tinivka y Pavlivka, entre otras, aunque perdieron 58 unidades, entre tanques y cañones autopropulsados. Entretanto, más al norte, unidades del flanco derecho del 27.º Ejército de Vatutin seguían rechazando los ataques de Hube desde la región de Stebliv y Tarashcha en dirección a Shenderivka y Lisianka. A pesar de sus esfuerzos, los soviéticos no pudieron impedir que los alemanes ganaran la carrera para formar una línea de frente consistente, lo que complicaba la siguiente etapa de la operación diseñada por Zhúkov, en línea con la doctrina soviética de cerco: la fragmentación de la bolsa antes de su exterminio.
En la noche del sábado 5 de febrero, las unidades del 6.º Ejército de Tanques se reagruparon para restablecer su posición perdida en la región de penetración mediante operaciones conjuntas con el 40.º Ejército y el 2.º Ejército de Tanques. Este último no estaba en el orden de batalla inicial, pero fue requerido por Vatutin desde sus posiciones en el ala norte para ayudar a atajar con su centenar de carros blindados el avance de Breith. Después de completar el reposicionamiento, su comandante, Semión Bogdánov, recibió la misión de tomar Chervona Zirka, Tinivka y Votilivka en la mañana del día 6, pero no lo consiguió.
Durante el día siguiente fueron sumándose a los atacantes los primeros batallones de la 1.ª División Panzer y de la LSSAH. Tras pasar a la ofensiva, las unidades del flanco izquierdo del 40.º Ejército y las unidades del flanco derecho del 6.º Ejército de Tanques superaron la tenaz resistencia alemana y acorralaron unos cuarenta tanques y cañones autopropulsados que habían penetrado en la región de Tatianovka y Votilivka. El caos a esas alturas era casi total, con escaramuzas de blindados aquí y allá en un entorno de niebla de guerra, en el que se hacía difícil distinguir al amigo del enemigo. Un diario de batalla lo reflejaba así: «En el sector de batalla de la 17.ª División Panzer, no está exactamente claro en este momento “quién está keselando a quién”».
El súbito deshielo temprano estaba suponiendo un grave obstáculo para los combatientes: con los caminos enterrados bajo un mar de lodo, las unidades mecanizadas alemanes sufrían especialmente, y pronto perdieron su superioridad en cuanto a cañones, blindaje y tripulaciones.

##### Contraataque desde el centro-este del anillo exterior soviético
Por el este, el ataque del XLVII Cuerpo Panzer de Nikolaus von Vormann debía ensanchar su frente hacia el centro del anillo a la vez que atacaba hacia el Dniéper. Para tan ambiciosa misión contaba con unos 130 tanques de las 11.ª y 13.ª divisiones Panzer, que, apoyados por bombarderos, atacaron hacia Shpola y Lebedino el 4 de febrero y ocuparon los núcleos de Tolmach, Vodianoe y Lipianka. Al día siguiente volvieron a atacar con cerca de un centenar de carros de combate, pero el 5.º Ejército de Tanques de la Guardia los detuvieron. El mando alemán reunió también un gran número de tanques al suroeste de Zvenigorodka. Esta dotación, atacando desde la región de Rusalovka, Buki y Rizino en dirección general a Lisianka, enlazaría con los hombres cercados, que a su vez estaban tratando de ir a su encuentro desde Stebliv. Este ataque, liderado por Von Wietersheim al frente de la 11.ª División Panzer, con la 13.ª División Panzer de H. Mikosch cubriendo su flanco izquierdo, avanzó con rapidez al principio, pero enseguida se estancó; en estas condiciones, incluso los poderosos tanques alemanes se hallaban en desventaja ante las más flexibles divisiones blindadas soviéticas, la infantería, con su artillería ligera, y la caballería. De hecho, con frecuencia los puentes de las áreas rurales no soportaban el mayor peso de los Panzer V Panther.
Por el lado soviético, más al norte de esta área, contra el anillo interior, el 52.º Ejército, en coordinación con la 206.º División del 27.º Ejército del Primer Frente Ucraniano, dirigió una gran ofensiva que logró aislar aún más al XI Cuerpo de Stemmermann por Gorodische, a 36 kilómetros al norte de Shpola. Por su parte, el 5.º Cuerpo de Caballería de la Guardia de Selivánov alcanzó la región de Nova Buda y Komarivka y, junto con el 29.º Cuerpo de Tanques, taponó las incursiones enemigas hacia el sudoeste.

###### El viaje a ninguna parte de la 24.ª División Panzer

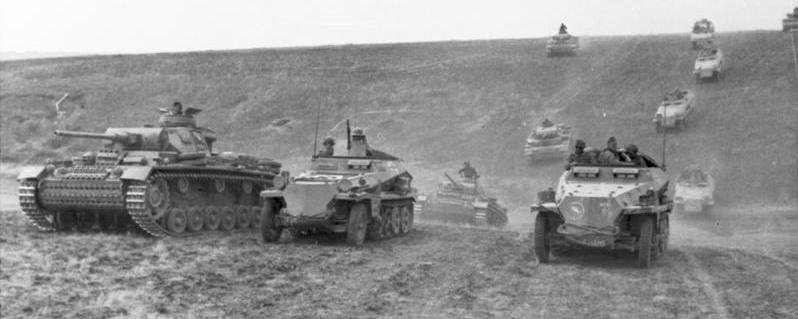
Carros Panzer III y vehículos de combate ligeros y medios (semiougas Sd.Kfz. 250 y Sd.Kfz. 251) de la 24ª División Panzer.

Para ayudar al XLVII Cuerpo, Von Manstein había ordenado que la 24.ª División Panzer, adscrita al 6.º Ejército de Karl-Adolf Hollidt que participaba en la ofensiva de Nikopól-Krivói Rog, abandonara sus posiciones en Apostolovo, 310 kilómetros al sureste, y acudiera a un área de concentración en Yampil, a 39 kilómetros al sur de Zvenigorodka. Von Vormann había depositado grandes esperanzas en esta división, ya veterana y con su fuerza de combate prácticamente intacta; solo si contaba con esta ayuda desde el sur, pensaba, tendría alguna oportunidad de cumplir su misión de perforar los anillos soviéticos o, al menos, distraer al enemigo recursos suficientes para facilitar la ruptura de Breith por el oeste.
Debido a las deficientes vías férreas, los hombres del general Maximilian von Edelsheim tuvieron que transportar todos sus recursos por carretera. Las primeras unidades partieron el viernes 28 de enero, tres días después del ataque de Kónev, y al final del día habían recorrido 75 kilómetros hasta Krivói Rog. Sin embargo, las condiciones del terreno complicaban cada vez más el desplazamiento del interminable convoy. Los vehículos de cabecera dejaban muy deteriorado el firme a los vehículos que los seguían. Los zapadores no daban abasto para restaurar caminos y puentes. El esfuerzo extra que se exigía a los motores disparó el consumo de combustible y, como buena parte de los suministros no pudieron siquiera iniciar el viaje, docenas de vehículos tenían que ser abandonados. Un regimiento de granaderos Panzer informó de que tuvo que dejar varados 50 de sus 192 vehículos, a pesar de que iban montados sobre semiorugas. Los propios escalones de reparación mecánica iban quedando atascados en la retaguardia del avance, de modo que cualquier avería dejaba inutilizados los vehículos, que a su vez obstruían y ralentizaban el paso del convoy.
Finalmente, a pesar de todas las adversidades, los hombres de Edelsheim llegaron a Yampil y el 4 de febrero lanzaron sus primeros ataques de apoyo a las divisiones de Von Wietersheim y Mikosch contra los soviéticos. Sus puntas de lanza avanzaron con relativa facilidad unos dos kilómetros, destruyendo de paso tres tanques enemigos.
Mientras tanto, en la ofensiva de Níkopol, Zúkhov ordenó a sus comandantes de Frente que redoblaran la presión; entonces, el Tercer Frente Ucraniano avanzó desde el norte de Apostolovo hacia el suroeste y el Cuarto Frente Ucraniano atacó directamente Níkopol. Esto significaba que los líderes soviéticos habían elegido la opción «blanda»: en lugar de cortar la gran bolsa con el 6.º Ejército en su interior, se habían decidido por un asalto frontal, y por tanto había oportunidad de retirada para Hollidt. Pero Hitler ordenó que el abultamiento debía ser defendido a toda costa y, como la fuerza disponible era insuficiente, ordenó a la 24.ª División Panzer que interrumpiera sus combates en la bolsa de Cherkasy y volviera cuanto antes a las órdenes del Sexto Ejército. Speidel, jefe del Estado Mayor del 8.º Ejército, discutió acaloradamente con Busse, su homólogo en el Grupo de Ejércitos Sur, al que suplicaba continuar con el ataque. Pero este último zanjó la discusión: había que obedecer las órdenes de Hitler.
En un último intento, Von Manstein ofreció a Hollidt como compensación la 2.ª División de Paracaidistas. Hollidt se avino al cambio entendiendo que una unidad de este tipo le resultaría más útil que una división de blindados. Pero aun así el OKH se opuso de plano y se reafirmó en que el contingente regresara de inmediato a sus posiciones de origen. Para los hombres de Edelsheim, que habían viajado con la moral alta ante la oportunidad que se les ofrecía de salvar a sus compatriotas rodeados, fue una honda decepción. A hombres y oficiales les parecía ridículo que, después de haber logrado superar tantas dificultades para llegar, tuvieran que abandonar la lucha a las dos horas de haberla iniciado.
El absurdo fue completo cuando la división, que en el viaje de ida y vuelta había perdido más de la mitad de los vehículos de ruedas o de cadenas, comprobó al llegar que el 6.º Ejército había abandonado ya la cabeza de puente de Níkopol. El comandante del XLVII Cuerpo resumió así el frustrado traslado:

La 24.ª División Panzer volvió sobre sus pasos por la misma tortuosa ruta por la que había venido [a Cherkasy]. En los días críticos no luchó ni en un sitio ni en otro: en Zvenigorodka se les había impedido participar en una acción decisiva, y cuando llegaron de vuelta a Apostolovo ya era demasiado tarde para frustrar la catástrofe; disiparon sus fuerzas no en la lucha contra los soviéticos, sino en la inútil batalla contra el fango.
N. von Vormann

##### Revisión del plan
Ya en los primeros días Von Manstein advirtió que ni Breith ni Von Vorman tendrían la fuerza de combate ni la movilidad suficientes para vencer la resistencia soviética, y el día 7 de febrero ordenó suspender la ofensiva y reelaborar la operación Wanda. Así, decidió que en los próximos días el III Cuerpo Panzer dejaría de empujar en dirección norte hacia Medvin y tomaría dirección este para destuir los blindados enemigos en la ribera occidental del río Gniloy Tikich. Tras cruzar el río, se dirigiría directamente hacia la bolsa en dirección nordeste para, una vez evacuada esta, se dirigiría con una amplia maniobra de envolvimiento al encuentro del XLVII Cuerpo Panzer para establecer una nueva línea de frente. El peso de la nueva ofensiva iba a recaer sobre la 17.ª División Panzer. Protegerían sus flancos, por el norte, el Regimiento Bäke y, a su izquierda, la 16.ª División Panzer.

###### Mando único dentro de la bolsa
Para coordinar los movimientos en el interior del embolsamiento y preparar las operaciones para una previsible fuga, el Estado Mayor del 8.º Ejército propuso a Wöhler unificar el mando de los dos cuerpos cercados. Para tomar la decisión más adecuada, este envió a Korsun a un oficial de su Estado Mayor que se entrevistaría con Stemmermann y Lieb. Según informó el enlace, este último mostraba una actitud más optimista de la situación; además, y su cuerpo de ejército era el más fuerte de los dos. Sin embargo, Wöhler acabó nombrando, el 7 de febrero a Stemmermann comandante único, en virtud de su veteranía y por su percepción más realista de la gravedad de la situación. A partir de ese momento, la amalgama de fuerzas del interior de la bosa se conocería como Grupo Stemmermann.

###### Ultimátum soviético y guerra psicológica
En la tarde del martes 8 febrero, una compañía de vanguardia del 258.º Regimiento de Infantería alemán del sector de Medvin (a 45 km al este de Korsun) divisó un todoterreno soviético que se aproximaba a sus líneas a toque de corneta y ondeando una gran bandera blanca. En el vehículo viajaban un alto oficial ruso, el chófer, un intérprete y el propio corneta. El comandante del regimiento, el coronel Hans Viebig, informó del hecho a su superior, Johannes Sapauschke, jefe del Estado Mayor del XLII Cuerpo, quien ordenó conducir de inmediato al pequeño grupo a sus cuarteles; por supuesto, debían tomarse todas las precauciones necesarias para no delatar la ubicación alemana. Con los ojos vendados, el grupo, encabezado por el general M. I. Saveliev, fue llevado a una pequeña casa de campo. Una vez allí, los recién llegados, ya a cara descubierta, encontraron un ambiente distendido. Los anfitriones agasajaron a los invitados con copas de sekt y cigarrillos; su intención soterrada era aparentar un estado de ánimo de triunfo.
Saveliev pidió ser recibido por los máximos jefes de las fuerzas alemanas atrapadas, Wilhelm Stemmermann y Theobald Lieb. Ante la negativa de Sapauschke, el ruso le hizo entrega de sendas cartas dirigidas a cada uno de ellos, tras lo cual Sapauschke hizo salir a la comitiva al exterior para evaluar en privado la situación con su superior. Lieb, al otro de la línea telefónica, pidió a Sapauschke que abriera las cartas y las leyera: los soviéticos pedían en ellas que un oficial alemán con la suficiente autoridad acudiera a sus líneas antes de las 10:00 horas del día siguiente para firmar los términos de la capitulación, para así evitar a sus hombres el mismo trágico destino que sufrieron sus camaradas en Stalingrado; el documento garantizaba a los oficiales alemanes conservar sus armas, y a todos los soldados alemanes rendidos desplazarse, una vez terminada la guerra, al país de su elección. Firmaban las cartas Gueorgui Konstantínovich Zhúkov, Nikolái Fiódorovich Vatutin e Iván Stepánovich Kónev. Tras meditar unos instantes, Theobald Lieb decidió descartar tajantemente cualquier acuerdo. Ni siquiera consideró la «fingida» aceptación parcial dilatoria ante los soviéticos que proponía Sapauschke para ganar tiempo. Sea como fuere, la respuesta formal que recibió la comitiva por parte de su anfitrión fue calculadamente ambigua; este les dijo que Lieb y Stemmermann habían sido informados del contenido de las cartas y que responderían en el momento que considerasen oportuno. Ese momento nunca llegó.  

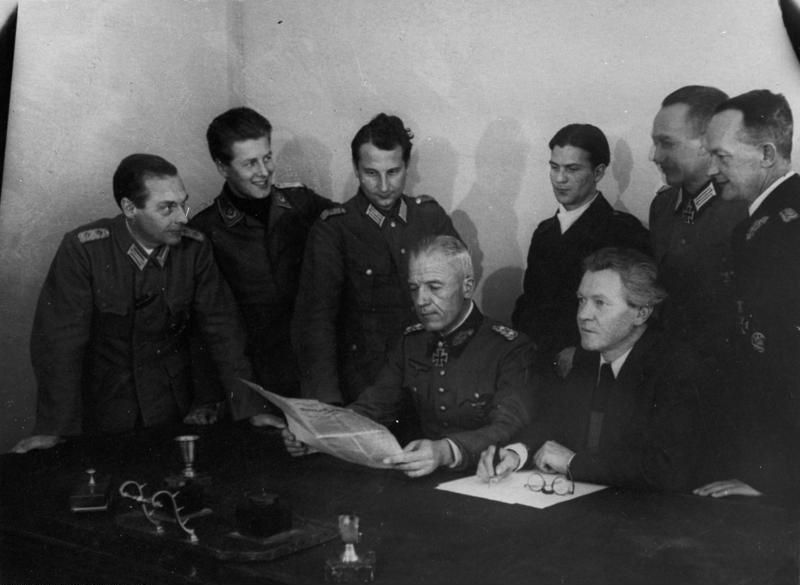
Reunión del Comité Nacional por una Alemania Libre. Sentados: el presidente, Erich Weinert, y, a su derecha, el general von Seydlitz.

Antes de este intento, el Ejécito Rojo había recurrido a otras tácticas de guerra psicológica para menoscabar la moral de su enemigo. Se sabía ya desde el periodo de entreguerras de la eficacia de la propaganda en todos los ámbitos, y con mayor razón ante unidades militares rodeadas por el enemigo. Desde el punto de vista de Stalin y sus generales, había que hacer creer a los soldados alemanes rodeados que era mejor rendirse que seguir luchando.
La aviación soviética lanzó cientos de miles de octavillas propagandísticas en las que prometían a los soldados un trato humanitario si decidían entregarse. Además, miembros de la resistencia antinazi del Comité Nacional por una Alemania Libre y la Liga de Oficiales Alemanes (Bund der Deutschen Offiziere, o BDO) se pusieron en contacto directo con oficiales del frente a través de un antiguo compañero de armas, el general Walther von Seydlitz-Kurzbach, que tras caer prisionero en Stalingrado se pasó al bando soviético. Seydlitz-Kurzbach redactaba folletos y cartas en los que les advertía de que Hitler estaba arrastrando a Alemania al abismo. Otros miembros de la BDO se dirigieron incluso a altos oficiales de las Waffen-SS como Herbert Gille, comandante de la División Panzer SS Wiking para que se unieran a su causa, una pretensión altamente «impensable». Un panfleto soviético que llamó especialmente la atención de los alemanes mostraba un mapa con la ubicación e identidad de todas las unidades cercadas, así como el número de formaciones soviéticas dibujadas en el exterior. El texto alemán que lo acompañaba afirmaba que las tropas del Ejército Rojo habían creado un anillo «de acero» junto al Dniéper como habían hecho en Stalingrado junto al Volga. El comunicado terminaba con una frase que proponía: «Tú eliges: o rendirte y vivir, o seguir resistiendo y morir».
Cualquier medio de presión era válido. Léon Degrelle, de la Brigada Wallonien, escribió: 

Una potente emisora de radio instalada justo enfrente de nuestras líneas nos soltaba todos los días cuentos chinos en un empalagoso francés. Un locutor con acento parisino nos informaba con condescendencia sobre nuestra situación, trataba de engatusarnos ensalzando las maravillas del régimen del amigo Stalin y nos incitaba a irnos con De Gaulle. Todo lo que teníamos que hacer era acercarnos a las líneas rusas con un pañuelo blanco en la mano.
Léon Degrelle

#### Segundo intento de rescate
De hecho, ese mismo día 8, Von Manstein telefoneó a Hube con instrucciones inequívocas de abandonar el saliente ganado con el avance inicial hacia Medvin y reorganizar su ejército para acometer los nuevos objetivos. Los movimientos de tropas no pasaron inadvertidos al OKH, pero Hitler no quiso que se repitiese otro fiasco como el del inútil viaje de la 24.ª División la semana anterior y, esta vez, respaldó la decisión de su mariscal. Después de duros combates, las fuerzas de Breith llegaron al río Gniloy Tikich y, tras establecer una frágil cabeza de puente en la ribera oriental, desalojaron a los soviéticos, aunque a costa de graves pérdidas. Sin embargo, no pudieron seguir avanzando ante la feroz resistencia del 6.º Ejército de Tanques de Kravchenko.
Mientras las fuerzas de Breith luchaban para romper el anillo exterior, los alemanes atrapados improvisaron un cinturón defensivo alrededor de Korsun, donde se encontraba su única vía de suministros: la pista de aterrizaje de su aeródromo. Allí aterrizaban y despegaban continuamente aviones de transporte Junkers Ju 52. En un solo día, el 9 de febrero, la Luftwaffe consiguió entregar 100 toneladas de pertrechos y casi 32 000 litros de gasolina, evacuó 566 heridos y lanzó desde el aire 135 contenedores con municiones y más combustible. Para facilitar el plan de rescate, el Estado Mayor del 8.º Ejército ordenó al general Stemmermann que aproximara sus tropas al suroeste en dirección a Shenderivka. El fantasma de un nuevo Stalingrado en el Dniéper estaba muy presente en el ánimo de los soldados atrapados; para ellos, «el miedo a ser cercados y aniquilados por los soviéticos era un acicate mucho más poderoso [...] que la retórica descabellada de Hitler o de sus generales».
En el bando soviético, durante la mañana del jueves 10 de febrero las fuerzas del ala derecha de Kónev, en coordinación con las del oeste, giraron en dirección norte con el objetivo de dividir a los dos cuerpos cercados. Por su parte, unidades de las 11.ª y 13.ª Divisiones Panzer, adscritas al XLVII Cuerpo Panzer de Von Vormann, contraatacaron hacia el norte desde la región de Erki y simultáneamente avanzaron hacia Lisianka desde el suroeste y el noreste. Para evitar la penetración germana por el terreno que delimitaba los frentes, el mando del Segundo Frente Ucraniano, ahora a la defensiva, envió refuerzos provenientes de la 5.ª División Aerotransportada de la Guardia y de la 62.ª División de Fusileros. Durante los días siguientes, destruyendo las unidades más expuestas, trataron de comprimir aún más el anillo. Sin embargo, los ataques germanos para hacerse con el control en el área de Lisianka hicieron retroceder al 27.º Ejército de Trofimenko y conservaron Shenderivka, Komarivka y Jilki. Como esperaba en Alto Mando, al día siguiente los alemanes lanzaron un ataque en dirección a Lisianka. Era un poderoso grupo de choque de tanques formado por unidades de cuatro divisiones de blindados en el sector de Chervona Zirka y Votilevka. Después de transferir el control de su sector a unidades de infantería, el 2.º Ejército de Tanques alcanzó la región de Domukovka, Chesnivka y Pisarevka con la misión de impedir que el enemigo progresara hacia el noreste. Al mismo tiempo, la 206.ª División de Fusileros del 27.º Ejército se concentró en la región al este de Pisarevka con la misión de impedir una penetración enemiga desde la región de Khilki hacia el suroeste.
Entonces, el III Cuerpo Panzer de Breith comenzó su doble ofensiva contra las unidades del 6.º Ejército de Tanques de Kravchenko a las 10:00 horas con 200 tanques apoyados por infantería y, finalmente, se hizo con el frente de Frankivka y Buzhanka. A la mañana siguiente explotó el avance desde el sudoeste y llegó a Lisianka. Simultáneamente, tras concentrar un grupo de choque, comenzó a castigar el sector de las unidades del flanco derecho del 27.º Ejército de Trofimenko desde la línea de Stebliv y Tarashcha en dirección suroeste hacia Lisianka, y consiguió ocupar Khilki y Nova Buda.
Las numerosas maniobras alemanas dentro de la bolsa llevaron a pensar a los soviéticos de que habían capturado a todo el 8.º Ejército. Sin embargo, los comandantes de los frentes pasaron gran parte de ese tiempo reprochándose mutuamente desajustes de sincronización. Kónev, con la connivencia de Zhúkov, reclamaba insistentemente a Vatutin mayor rapidez en sellar su lado de la pinza. 
En cualquier caso, Stalin y sus mariscales tenían razón al estar muy preocupados por su propia operación, que obligó a Stalin a intervenir personalmente. En una directiva del 12 de febrero, el líder supremo de la Unión Soviética ordenó a Vatutin que cediera a Kónev la dirección operativa de todas las fuerzas de su Frente implicadas en la batalla y la liquidación inmediata de las unidades cercadas.
Ese mismo día, los germanos abandoban la pista de aterrizaje de Korsun (y, con ella, toda posibilidad de recibir suministros) y se dirigieron al sur para capturar las poblaciones de Shenderivka, Novo-Buda y Komarivka. En Novo-Buda, el 105.º Regimiento recibió la orden de tomar el poblado, bien defendido por los soviéticos; su comandante, el mayor Robert Kästner, comprendió que sus exhaustas y mermadas tropas no lograrían culminar un ataque para tomar una colina sobre un enemigo numéricamente superior. Decidió entonces atacar de noche. Equipó a sus tropas con ropa de camuflaje de invierno y les ordenó que colocaron bayonetas a sus rifles. En absoluto silencio, los alemanes se acercaron a las posiciones soviéticas y tomaron el pueblo en pocos minutos tras matar a todos los soldados rusos, incluso a los que se rendian. La noche siguiente, de nuevo el 105.º Regimiento tomó el poblado de Komarivka recurriendo a una táctica similar.
Del 13 al 16 de febrero se siguieron librando duros combates en las regiones de Lisianka y Shenderivka. Después de haber reunido unos 200 vehículos, los alemanes trataron de enlazar con los cercados mediante un ataque simultáneo desde Lisianka hacia el noreste y desde la región de Stebliv hacia el suroeste. A pesar de sus esfuerzos, no pudieron pasar más allá de la aldea de Oktiabr, a unos ocho kilómetros de sus camaradas atrapados.
Tras varias escaramuzas en la zona de Rusanivka y Rizino, el día 16 el bando alemán repelió algunas unidades del 47.º Cuerpo de Fusileros y del 6.º Ejército de Tanques, pero sin alcanzar su objetivo último: abrir un pasillo de evacuación desde Lisianka hasta Shenderivka por el que pudieran escapar con cierta seguridad sus camaradas acorralados. Breith no iba a poder avanzar más.

### Ruptura del cerco

#### Contracción y desplazamiento de la bolsa
Los últimos días, el XLII Cuerpo había tenido que desplazar su esfuerzo principal hacia el sur, por lo que se vio obligado a debilitar sus frentes norte y oeste y ceder terreno al enemigo, incluido el campo de aterrizaje de Korsun, que cayó en manos de las fuerzas de Kónev el 13 de febrero. La pérdida significaba que ya no se podrían evacuar más heridos alemanes. Los cercados aún podrían recibir suministros desde el aire. De hecho, ese mismo día, medio centenar de bombarderos He 111 lograron, a pesar del mal tiempo, arrojar 39 metros cúbicos de combustible y 25 contenedores de munición.Sin embargo, algunos envíos acabaron en manos soviéticas debido a la reducción del perímetro y a un deficiente radiobalizado en superficie.
También los movimientos de retirada del XI Cuerpo, por el otro lado, contribuyeron a la reducción del perímetro del embolsamiento y a la concentración de efectivos, un requisito previo imprescindible para una eventual huida. Pero también los hacía más vulnerables, ya que ahora estaban al alcance directo de las baterías soviéticas. El 15 de febrero los hombres se concentraban en un área de unos 5 kilómetros de ancho por 8 kilómetros de profundidad, y había ido desplazándose en dirección suroeste hacia Shenderivka.
La captura de esta última villa había sido muy costosa, ya que después de que la 72.ª División de Infantería la hubiera tomado, tropas del 27.º Ejército soviético la recuperaban, solamente para ser expulsados por un regimiento de la división Wiking. Fue en este escenario donde se librarían algunos los combates más despiadados de toda la batalla, razón por la que la historiografía occidental la bautizó como Höllentor («Puerta del Infierno»).

#### Plan de fuga
Desde el exterior del cerco, el III Cuerpo Panzer no logró su objetivo de perforar, así que Stemmermann tendría que abrirse camino por sus propios medios para recorrer el trayecto de 12 km que separaba a sus hombres de la salvación. Entonces Von Manstein comunicó por teléfono a Stemmermann su decisión personal de autorizar la fuga. El mariscal berlinés había decidido no consultar con el OKH para no arriesgarse a una contraorden; de algún modo, seguían persiguiéndole la frustración y un cierto sentimiento de culpa por el rescate fallido de la operación Tormenta de Invierno (en alemán: Unternehmen Wintergewitter) en Stalingrado el invierno anterior.
Los Estados Mayores del Grupo de Ejércitos Sur y del Grupo Stemmermann convinieron que la fuga se iniciaría a las 23:00 del miércoles 16 de febrero con la contraseña «Freiheit!» (‘¡Libertad!’).  
El plan finalmente decidido consistía en organizar los contingentes de salida en tres columnas: en el centro, la 72.ª División de Infantería; a su derecha, el Destacamento de Cuerpo B; y a su izquierda, la 5.ª División SS Panzer Wiking. Cubriendo la retirada avanzarían las divisiones 57.ª y 88.ª. Si todo iba bien, una vez que el asalto inicial hubiera perforado las defensas soviéticas las columnas se dirigirían hasta el punto de ruptura. Cada columna se escalonó en tres fases:
- La primera era la sección de la bayoneta, infantería de asalto que abordaría por sorpresa los puestos del enemigo.
- La segunda desplegaría las armas pesadas y los carros de combate que hubieran superado el barro; los demás serían destruidos o inutilizados.
- La tercera estaba formada por la artillería, los servicios de apoyo y la impedimenta: suministros, camiones, panjes, etc.

Las formaciones de Lieb liderarían la evacuación, mientras que Stemmermann se quedaría cerrando la marcha con 4000 hombres. Como la rapidez y la sorpresa eran vitales, se ordenó atacar con los fusiles descargados. La orden de ruptura para los pelotones de avanzadilla del 112.º Grupo de Divisiones recalcaba:

Cualquier disparo innecesario es un crimen y pone en peligro todo el avance. Cada soldado que vea a un enemigo frente a él y no lo ataque inmediatamente y lo mate, será él mismo asesinado en silencio allí mismo. Esto debe quedar claro para todos. Están en juego cosas más serias que la vida de una sola persona.
Destacamento de Cuerpo B

Además, se decidió dejar atrás a 1500 de sus heridos más graves, junto con un equipo mínimo de médicos y enfermeros para que el Ejército Rojo se ocupara de ellos.

#### «Freiheit!»
A lo largo del día 16 de febrero, los miembros del Estado Mayor se afanaron en destruir todo documento escrito. Estaba prohibido encender fuego, fumar, hablar o causar cualquier ruido innecesario cerca de la línea del frente.

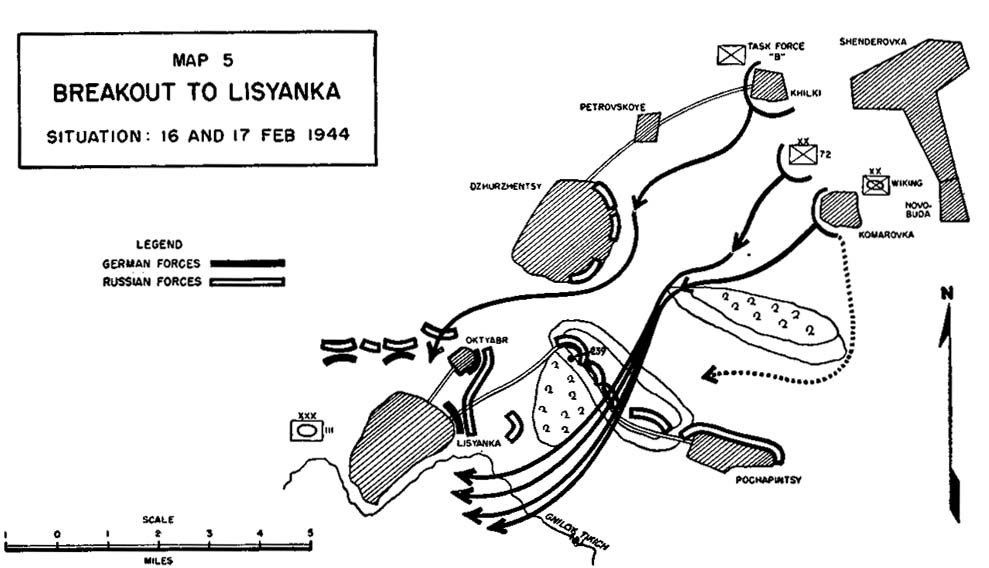
Los fugados rodean la cota 239.0 por el sur y llegan el río Gniloy Tikich.

A la hora establecida, las 23:00, al amparo de la noche, los hombres del primer escalón se lanzaron a toda velocidad blandiendo poco más que sus pistolas ametralladoras, rifles y bayonetas y, tras romper las desprevenidas defensas soviéticas, aún en su guardia nocturna, se dirigieron hacia el suroeste. Inmediatamente los siguieron sucesivas oleadas de tropas y, luego, la retaguardia, una gran masa humana de al menos 40 000 hombres, apretujados en unos pocos kilómetros cuadrados. El objetivo era Lisianka, pero había que coronar la colina 239.0, la altura dominante al suroeste de la bolsa, donde los estarían esperando los blindados de Bäke. 
Las primeras horas estaban resultando esperanzadoras. Las unidades en fuga encontraron, sorprendentemente, numerosas costuras, brechas y agujeros en los anillos defensivos. Al alto mando del Ejército Rojo el contrataque le había pillado a contrapié: la etapa final prevista de la operación Korsun-Shevchenkivski, la liquidación definitiva del Grupo Stemmermann, se había quedado estancada en un proceso de transición previa a la ofensiva final. Esta se había ido demorando, en buena parte, por los desencuentros al más alto nivel político y militar durante las dos semanas anteriores.
La aviación táctica soviética reaccionó y se aplicó a iluminar el campo de batalla con bombas incendiarias. Sobre el terreno, las riadas humanas alemanas iban abandonando la carretera para recorrer campo a través los pocos kilómetros que las separaban del pie de la colina. Pero entonces sobrevino el infierno para los que huían. Debido posiblemente a un fallo en las comunicaciones, el puesto de mando y control de la misión no había podido informar de la presencia de tres columnas de tanques T-34 que habían repelido a los tanques de Bäke y se habían hecho con el control de la loma. Así, donde esperaban encontrarse con blindados Panzer Tiger y Panther, los alemanes encontraron a modo de recibimiento un colosal fuego de artillería, seguido del tableteo de ametralladoras y de andanadas de obuses de tanques soviéticos disparando al hombre con fuego directo. En cuestión de minutos, los muertos cubrían el suelo, mientras los carros soviéticos avanzaban aplastando todo lo que encontraban a su paso, desde carros panje hasta soldados heridos o simplemente atrapados en la nieve. El 5.º Cuerpo de Caballería Cosaca de la Guardia llevó la carnicería a su punto álgido al cargar con sus sables contra los despavoridos alemanes.
Los que escapaban de la masacre huyeron despavoridos. Luego, a pesar del caos, se fue conformando una riada humana que espontáneamente tomó dirección sur, pues se sabía que la aldea de Dzhurzhentsy, al norte, estaba tomada por los rusos. La corriente humana se fue bifurcando en ramales que más adelante volvían a confluir, esta vez en dirección suroeste hacia el pueblo de Lisianka, que, sabían, estaba bajo el control alemán. 

##### Atrapados ante el río
Los fugados ya huían en desbandada en todas direcciones por gargantas y barrancos. Desorganizados y al margen de todo mando y control, dejaban atrás su equipo, trataban de deslizarse por detrás de la retaguardia soviética y se escondían en bosques y cañaverales. Los batallones de rastreo soviéticos peinaban luego la zona en busca de fugitivos para capturarlos y liquidarlos.
A media mañana, miles de hombres, con el propio comandante del XLII Cuerpo, Theobald Lieb, entre ellos, alcanzaron el río Gniloy Tikich, pero no encontraron la cabeza de puente que supuestamente habrían organizado las fuerzas de Breith para facilitarles el cruce. Desorientados tras la desbandada, habían alcanzado la orilla tres kilómetros más abajo del punto convenido. En ese tramo, el río discurría por un cauce de 25 metros de ancho y de entre dos y tres metros de profundidad, y venía crecido a causa del prematuro deshielo. El agua estaba casi helada, con témpanos en la superficie, y la orilla occidental era empinada y resbaladiza. Agolpados en la orilla oriental para vadear la corriente, los hombres eran blanco fácil de la artillería. Además, a lo lejos se avistaban ya los tanques enemigos. Los zapadores alemanes disponibles tuvieron que improvisar a la desesperada pasarelas con vehículos y troncos para alcanzar la otra orilla. 
Por otro punto del cauce, unos cientos de metros río abajo, se congregó otro contingente de soldados formado por el grueso de la División Wiking junto con remanentes del Destacamento de Cuerpo B y de la Brigada Wallonien. Su comandante, Herbert Gille, que llegó a mediodía, ordenó formar una cadena humana para ayudar a cruzar a los hombres que no sabían nadar. Pero muchos otros, aterrorizados, no pudieron esperar y se lanzaron a las gélidas aguas, entre ellos numerosos hiwis, conscientes de que serían ejecutados sin contemplaciones en cuanto cayeran en manos de los rusos; también muchos alemanes, que no llegarían a la otra orilla y otros que sí la alcanzaron pero fueron incapaces de superar la escarpada ribera y volvieron a caer al agua; casi todos los que fueron arrastrados por la corriente murieron ahogados o por hipotermia. El propio Lieb tuvo que cruzar el río a nado para evitar ser capturado. Al llegar a Lisianka asumió el mando de los heterogéneos restos de unidades que iban llegando desde el río.

###### Muerte de Stemmermann
Uno de los que no llegaron siquiera ante el río fue el propio Wilhelm Stemmermann. Según algunas versiones, el comandante de la bolsa viajaba a bordo de un todoterreno dirigiendo las últimas unidades de la evacuación cuando, poco después de atravesar Khilki, a 5 kilómetros al este de Shenderivka, el vehículo fue alcanzado por proyectiles antitanque, y el general resultó muerto por la metralla. Por su parte, el mayor Kampov, del Estado Mayor de Kónev, informó de que el general ya estaba muerto cuando sus hombres llegaron a un barranco (balka) de los alrededores de Dzhurzhentsy al fondo del cual habían divisado los restos calcinados de un coche de oficiales alemán; tras retirar el cadáver, lo colocaron en un tosco ataúd y lo inhumaron en un pequeño cementerio cercano.

#### Desenlace
Cientos de hombres acabaron sus días en las aguas del Gniloy Tikich, y otros muchos de entre los rezagados del Grupo Stemmermann se rindieron en masa. Pero millares de ellos, muchos más de los que cabría esperar ante las dantescas escenas de la noche anterior, sí consiguieron ponerse a salvo; y es que, como sentenció Robert Citino, «ni siquiera las armas modernas pueden matar a todos, y los alemanes tenían la ventaja de la masa». Así, ateridos de frío pero vivos, numerosos supervivientes recorrieron los pocos kilómetros que los separaban de la salvación definitiva, el cuartel general del III Cuerpo Panzer en Lisianka.
Al día siguiente, con un día de retraso, los tanques de Bäke pudieron al fin cumplir su misión y tomaron la colina 239.0, lo que al menos permitió rescatar a los camaradas que aún permanecían agazapados en los bosques cercanos. Incluso trataron de avanzar hasta Pochapintsy, pero ante la presión de los tanques soviéticos y la falta de munición se vieron obligados a volverse hacia Oktyabr.
Mientras tanto, los soldados supervivientes fueron llegando durante los días siguientes a Lisianka. El teniente general Franz Mattenklott, comandante del XXXXII Cuerpo, recibió el encargo de acoger y contar a los supervivientes antes de enviarlos por ferrocarril o avión hacia instalaciones en la retaguardia y a Polonia.

## Resultado

### Primeros relatos oficiales
A la contienda bélica le sucedió una batalla propagandística en la que ambos bandos se empeñaron con ahínco para atribuirse la victoria. Por el lado soviético, Kónev aseguró a Stalin que sus hombres habían sellado la bolsa tan herméticamente que, tal como le había prometido, ni un solo soldado alemán salió con vida.
El 17 de febrero, Radio Moscú emitió un triunfalista comunicado:

Tras catorce días de constantes y encarnizados combates, las tropas del Segundo Frente Ucraniano han completado una operación que ha logrado liquidar diez divisiones y una brigada del Octavo Ejército alemán, que había sido cercado en la zona de Korsun-Shevchenkivski. Durante la batalla los alemanes han dejado 52 000 hombres muertos en el campo de batalla. Otros 11 000 oficiales se han rendido, y todo el equipo y armamento del enemigo ha sido capturado.

Zhúkov criticaría después al Comandante Supremo su «imperdonable error» de no mencionar al Primer Frente Ucraniano. También se hizo circular el rumor de que el general Stemmermann había sido ejecutado por un pelotón de las SS por haber ordenado la huida sin el consentimiento explícito de Hitler.
Al día siguiente pudo escucharse en la capital rusa una salva de veinte descargas disparadas desde 224 cañones.
Por el lado alemán, la propaganda nazi hizo aparecer el desenlace como un triunfo de la Wehrmacht porque el enemigo no había logrado la liquidación total que pretendía. El día 21, Hitler recibió en audiencia en la Guarida del Lobo a Lieb, Gille y Degrelle. La ceremonia fue seguida inmediatamente por una conferencia de prensa que se retransmitió en directo a toda Alemania y a las zonas ocupadas para demostrar que el Grupo Stemmermann no había sido destruido como afirmaban los soviéticos. Además, el gabinete de prensa de Hitler impartió a los homenajeados, a los que encumbró como «los héroes de Cherkasy», una serie de consignas que debían incluir en sus declaraciones protocolarias.
La retransmisión situaba al ministerio de Propaganda soviético en una difícil tesitura, ya que venía a desmentir la historia oficial de que todos los cercados habían sido exterminados. Para salir del paso, los funcionarios rusos esgrimieron como posible explicación que los tres altos oficiales habrían sido evacuados en avión —abandonando así a su suerte a sus hombres— antes de la destrucción total del saliente.

### Reconocimientos y condecoraciones

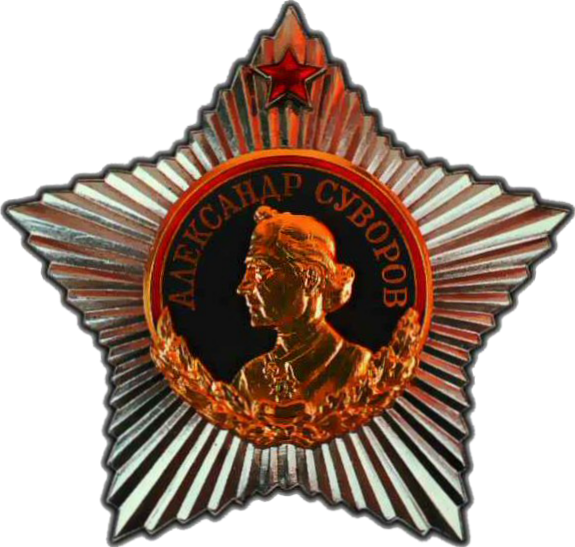
Orden de Suvórov.

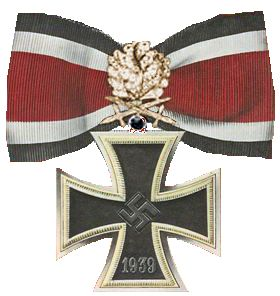
Cruz de Caballero.

En el capítulo de reconocimientos a altos mandos, Stalin ascendió al general Iván Kónev a mariscal de la Unión Soviética y a Pável Rótmistrov a mariscal de tropas de tanques; Rótmistrov fue además condecorado con la Orden de Suvórov de 1.er Grado. Nikolái Vatutin, en cambio, no fue tan afortunado: tras haber sido ignorado en las felicitaciones del comandante supremo, el joven coronel general fue víctima el 29 de febrero de una emboscada tendida por partisanos ucranianos a resultas de la cual fallecería días después.
Por el bando alemán, Stemmermann fue recompensado póstumamente con las Hojas de Roble para su Cruz de Caballero. Por su parte, Hans-Valentin Hube fue ascendido a coronel general y condecorado con la Cruz de Caballero con Hojas de Roble, Espadas y Diamantes el 20 de abril, aunque murió en un accidente de aviación al día siguiente. Theobald Lieb y Herbert Gille recibieron personalmente del Führer las Hojas de Roble para sus Cruces de Caballero de la Cruz de Hierro y Léon Degrelle recibió la Cruz de Caballero.
En cuanto a Erich von Manstein, el 30 de marzo de 1944 Adolf Hitler envió su avión personal a recogerlo y llevarlo a su cuartel general, donde le hizo entrega de las Espadas de la Cruz de Caballero de la Cruz de Hierro y le ordenó que cediera el mando del Grupo de Ejércitos Sur a Walter Model; sin embargo, le dio entender que, si bien estaba de acuerdo con las decisiones que había tomado en los últimos meses, en lo sucesivo «él no necesitaría maestros de la táctica, sino comandantes que llevaran a sus subordinados al límite».

### Balance de pérdidas

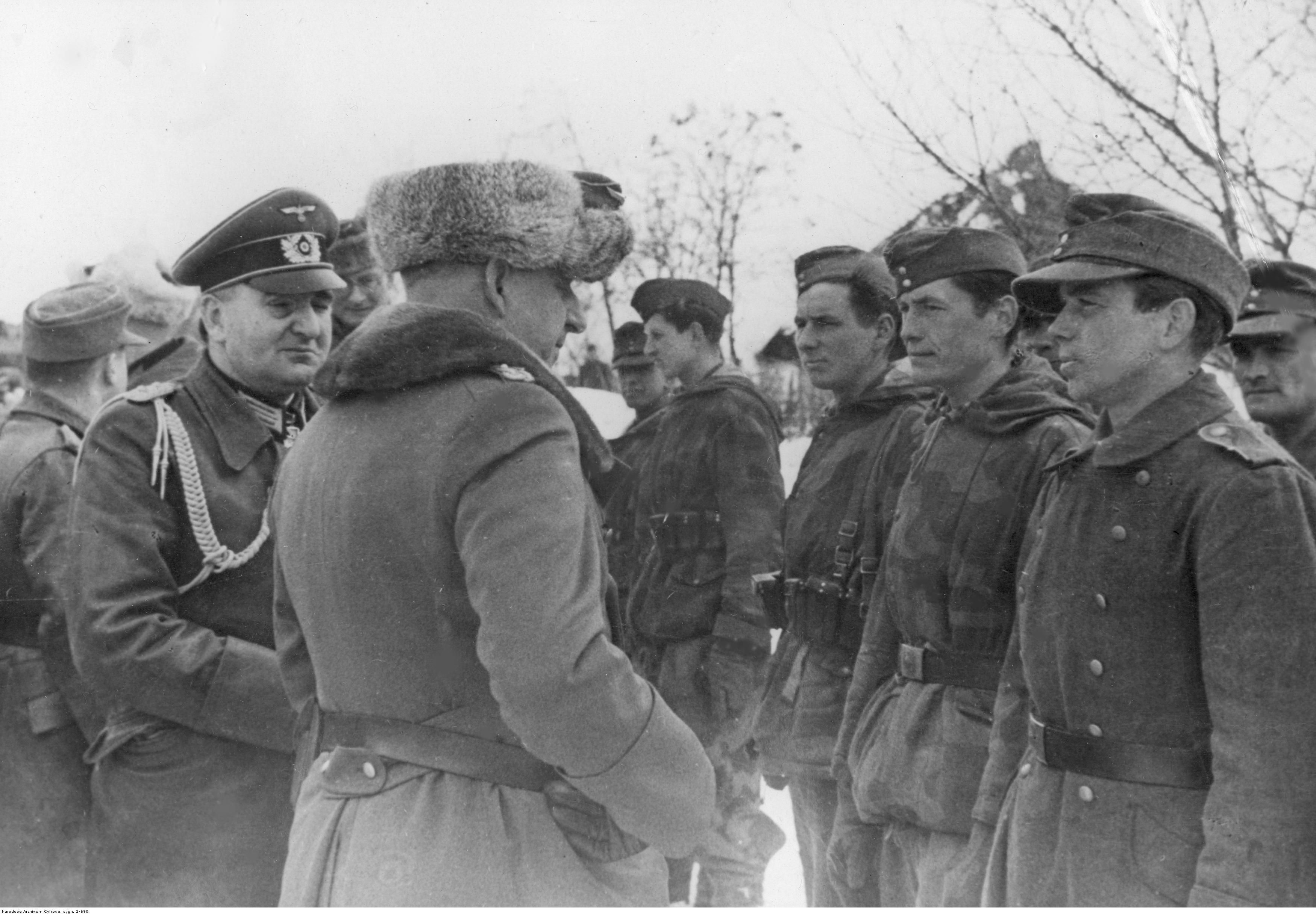
Von Manstein conversa con supervivientes de la 72.ª División de Infantería (24-2-1944).

David Glantz y Harold Orenstein, basándose en estadísticas de Grigori Krivoshéiev, calculan que, de los 336 700 hombres que movilizó en la operación Korsun-Shevchenkivski, el Ejército Rojo perdió 80 188 (24 286 muertos o desaparecidos y 55 902 heridos, enfermos o mutilados).
En cuanto a la Wehrmacht, el recuento final del general Mattenklott, terminado dos semanas después de la ruptura del Grupo Stemmermann, es el que sirvió de base a especialistas de referencia sobre la batalla como Douglas Nash o Niklas Zetterling y Anders Frankson, y otros. Según dicho recuento, 27 703 soldados alemanes y 1063 hiwis salieron ilesos y otros 7496 llegaron heridos, lesionados o enfermos. Así pues, 36 262 habían logrado escapar de la bolsa entre el 17 y el 19 de febrero. Dado que otros 4161 habían sido evacuados en avión durante las semanas previas, en total 40 423 hombres sobrevivieron al cerco mientras que unos 19 000 murieron o cayeron prisioneros.
Jonathan House y el propio Glantz, por su parte, otorgan más verosimilitud a la versión soviética según la cual el Ejército Rojo causó 55 000 bajas, entre muertos y heridos, e hizo prisioneros a otros 18 000 alemanes.
Las pérdidas de blindados son difíciles de evaluar: era habitual que los vehículos se repararan y volveran al servicio para enseguida ser inutilizados de nuevo por el enemigo, mientras que otros se perdían temporal o definitivamente debido a averías o por quedar atascados en el difícil terreno. Así pues, sobre la base de estimaciones aproximadas se calcula que, en lo que se refiere a tanques y cañones de asalto, los soviéticos perdieron entre 600 y 850 unidades, y los alemanes, 300; de estos, 240 pertenecían a las fuerzas de rescate. En cuanto a armas de artillería que quedaron dentro del cerco, según cálculos indirectos, el personal de Mattenklott dio por perdidas más de trescientas piezas, entre las que se incluían cañones, obuses de diverso calibre y armas autopropulsadas.

### Análisis
Tras un exhaustivo estudio llevado a cabo por el Estado Mayor del Ejército Rojo sobre la operación Korsun-Shevchenkivski, los analistas militares concluyeron que el Stavka, el Estado Mayor personal de Stalin, había planificado toda la operación inspirándose en «los métodos más avanzados» del arte operacional, es decir, la sorpresa, la movilidad, la rapidez y la capacidad de destrucción:

La obstinación en la defensa y la persistencia en la ofensiva guiaron las acciones de nuestros soldados. La operación volvió a demostrar el alto nivel de pericia militar de nuestros generales y oficiales, así como la superioridad del arte militar de Stalin sobre el estereotipado arte militar del Estado Mayor alemán.

La mayoría de las fuentes historiográficas occidentales, aun coincidiendo a grandes rasgos con el resultado favorable para el Ejército Rojo, no son tan elogiosos con su desempeño. Así, para algunos especialistas, a nivel operacional la operación Korsun-Shevchenkivski supuso una «victoria soviética inacabada», «un cerco fallido», que pecó de falta de ambición y organización.
Lo que parece indudable es que a nivel estratégico, la batalla fue un triunfo inapelable para la URSS. El Grupo de Ejércitos Sur no fue capaz de mantener la línea del Ostwall y el Ejército Rojo pudo avanzar hacia Centroeuropa. El Alto Mando no logró el triunfo por aniquilación —el Stalingrado del Dniéper— que se proponía cuando ordenó la operación militar, pero esa victoria relativa tampoco le supuso como contrapartida al bando alemán simplemente una «dulce derrota»; de hecho, el desenlace significó para la Wehrmacht una deblace sin paliativos que costó al Grupo de Ejércitos Sur seis divisiones y gran parte de sus reservas Panzer y, como consecuencia, después de esta contienda, tanto el flanco izquierdo como el derecho de Von Manstein estaban al borde del colapso. Los heridos, enfermos o conmocionados tuvieron que ser evacuados lejos del frente, y los demás acabaron tan destrozados moral y físicamente que no eran aptos para el servicio inmediato. Como formaciones de combate, los XI y XLII Cuerpos de Ejército, además de perder todo su equipo pesado y sus vehículos, quedaron apartados del campo de batalla, comprometiendo aún más la ya delicada situación de los ejércitos alemanes en el Frente Oriental.

## Legado

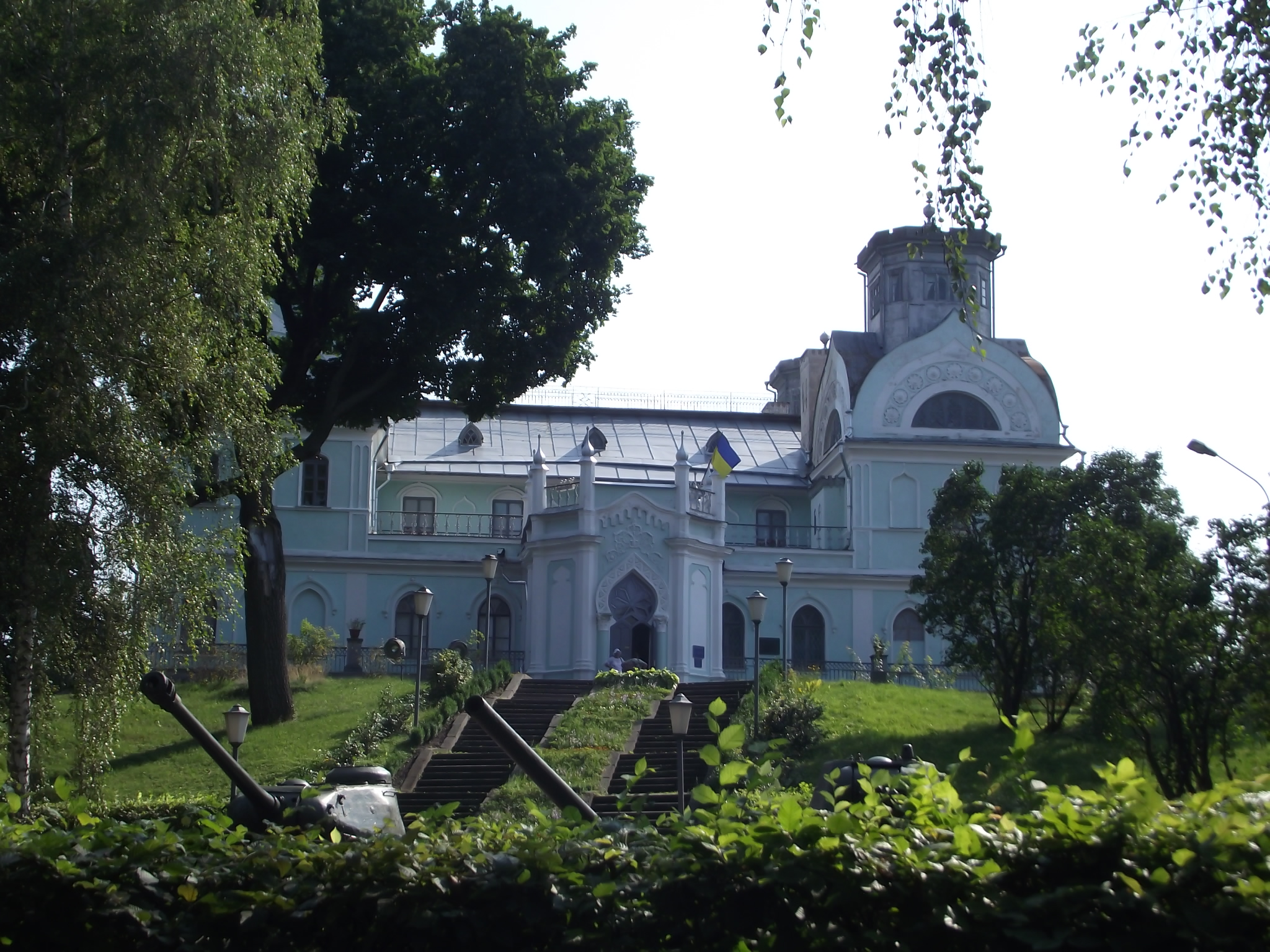
Palacio-museo sobre la batalla.

Los dramáticos episodios que se sucedieron en esas tierras ucranianas al principio de 1944 han quedado inmortalizados en varias trabajos cinematográficos, como el documental Victoria en el oeste de Ucrania, que se proyectó por primera vez en 1945, y el largometraje Si el enemigo no se rinde…, dirigido por Timoféi Levchuk y estrenado en 1982. Encabezando el reparto figuran Mijaíl Uliánov, como el mariscal G. Zhúkov, Vladímir Menshov, como el general I. Kónev, y Algimantas Masiulis, como el mariscal E. von Manstein.
En 1945 se fundó el Museo de Historia de la Batalla de Korsun-Shevchenkivski. El edificio que lo albergó fue el palacio de los Lupojin, una familia noble de notable influencia en la región en la época del Imperio ruso que había servido durante la batalla como hospital de campaña. La primera exposición, que ocupaba tres salas, se abrió al público en 1947. En 1952, se rediseñó y se amplió a con nueve espacios más. En 1977, se inauguró una galería de arte y, en 1981, un museo histórico. En sus salas se muestran más de tres mil objetos originales, entre ellos fotografías, condecoraciones, documentos, uniformes, armas, equipamiento y objetos personales de soldados y oficiales que combatieron, tanto del Ejército Rojo como de la Wehrmacht o de las Schutzstaffel (SS). En el exterior del palacio se exhiben vehículos y piezas de artillería usados durante la contienda. Tras el colapso económico de la Unión Soviética, la institución pasó a manos del gobierno independiente de Ucrania, que en 1994 la integró en la Reserva Histórica y Cultural Estatal de Korsun-Shevchenkivski. Con el comienzo de la invasión rusa de Ucrania de 2022, el Consejo Científico y Metodológico de la Reserva decidió reorganizar la institución como museo militar.
En 2014, en recuerdo del septuagésimo aniversario de la batalla, el gobierno de Ucrania acuñó una moneda conmemorativa.